# الخليل
الخَلِيل مدينة فلسطينية، ومركز محافظة الخليل إداريًا، تقع في الضفة الغربية إلى الجنوب من القدس بحوالي 35 كم. أسسها الكَنعَانِيون في العصر البرونزي المبكر، وتُعد اليوم أكبر مدن الضفة الغربية من حيث عدد السكان والمساحة، حيث بلغ عدد سكانها في عام 2016 بقرابة 215 ألف نسمة، وتبلغ مساحتها 42 كم2. تمتاز المدينة بأهمية اقتصادية، حيث تُعد من أكبر المراكز الاقتصادية في الضفة الغربية. وللخليل أهمية دينية للديانات الإبراهيمية الثلاث، حيث يتوسط المدينة المسجد الإبراهيمي الذي يحوي مقامات للأنبياء إبراهيم، وإسحق، ويعقوب، وزوجاتهم.
تُقسم مدينة الخليل حاليّاً إلى البلدة القديمة والحديثة، وتديرها بلدية الخليل التي أُسِّسَت عام 1927، كما أنها مركز محافظة الخليل التي يضم التقسيم الإداري الحالي لها العشرات من القرى والبلدات، ويُقدر عدد سكان المحافظة بأكثر من 684 ألف نسمة (2014). تقع البلدة القديمة بمحاذاة المسجد الإبراهيمي. وهي عبارة عن أزقّة وبيوت ودكاكين قديمة، وتضم العديد من الأسواق. تقوم إسرائيل بإغلاق أجزاء كبيرة منها وتنشر قوات من الجيش الإسرائيلي فيها لوجود تجمّع حديث لليهود الأرثوذكس يسعى للسيطرة على العقارات في تلك المنطقة. تسيطر إسرائيل على حوالي 20% من مساحة المدينة بحسب إتفاق إعادة الإنتشار في الخليل في عام 1997، ولكن تتحمل السلطة الفلسطينية إدارة الشؤون المدنية للفلسطينيين فيها. يحيط بالمدينة أيضًا الكثير من المستوطنات الإسرائيلية، أكبرها مستوطنة كريات أربع، والمستوطنات والتجمعات اليهودية تحتكم لجسم بلدي منفصل. وتعد المدينة من المدن المقدسة الأربع في الديانة اليهودية.
في السابع من تموز 2017، أدرجت منظمة الأمم المتحدة للتربية والعلم والثقافة «اليونسكو» البلدة القديمة في مدينة الخليل والمسجد الإبراهيمي على قائمة التراث العالمي المُهدد بالخطر بوصفها منطقة تُعرف بقيمتها العالمية، وقد حصلت مدينة الخليل والمسجد الإبراهيمي على أغلبية أصوات الدول المشاركة في التصويت الذي جرى في مدينة كراكوف البولندية.

## التسمية
سُميَّت مدينة الخليل بهذا الاسم نسبةً إلى نبي الله إبرَاهِيم الخليل، حيث يُعتقد انه سكنها في منطقة الحرم الإبراهيمي بعد هجرته من مدينة أور السومرية. كانت تسمى بقرية أربع نسبة إلى ملك كنعاني اسمه أربع، وسميت بعدها حبرون لأحد سببين، إما نسبة للملك عفرون الحثي الكنعاني الذي باع المغارة لـ إبراهيم، حسب الرواية التوراتية، بأربعمائة شواقل وكان الشاقل العملة الكنعانية، وإما لكونها كلمة مشتقة من كلمة «حافير» العبرية أو الخليل بالعربية. سمّيت فيما بعد بالخليل ويبلغ عدد سكانها 320,000 نسمة.

## التاريخ
تُعتبر مدينة الخليل من المدن العربية القليلة التي حافظت على استمرارية الاستقرار البشري. والخليل هي مدينة مقدسة لليهود والمسلمين والمسيحيين. كما أنها معروفة باعتبارها مدينة الآباء. يعتقد بعض الناس أن إبراهيم، أب الأديان الإبراهيمية، قد عاش في الخليل عام 1800 قبل الميلاد أو نحو ذلك. يعتقدون أيضا أنه قد اشترى المغارة التي بني عليها المسجد الإبراهيمي/ مغارة مكفيلا، حيث يعتقدون أن إبراهيم قد دفن هناك وزوجته سارة، وابنهما إسحاق وحفيدهما يعقوب. على مر التاريخ، كانت هنالك فترات لأغلبية مسلمة، من الذين عاشوا في مدينة الخليل إلى جانب أقليات من اليهود.

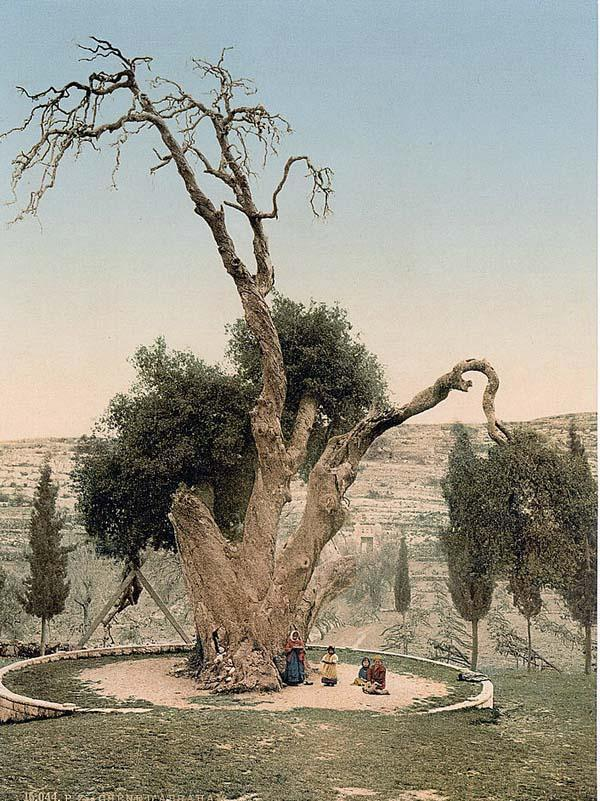
شجرة البلوط المقدسة، يُعتقد أن النبي إبراهيم وزوجته استظلا بها.

وُجدت في الخليل آثار تشير إلى وجود مدني في العصر البرونزي المبكر (في حدود النصف الثاني من الألف الثالث قبل الميلاد) وكانت المدينة في الأصل مدينة كنعانية جليلة مترفة، وسيطرت عليها - كما في بقية فلسطين- العديد من القوى، من الأشوريين عام 732 ق.م والبابليين عام 586 ق.م والفرس عام 539 ق.م والإغريق عام 322 ق.م، وإنتزعها منهم الرومان عام 63 ق.م. ثم انتقلت لقبضة البيزنطيين عام 593 م إلاّ أنّ الفرس احتلوها منهم لبضع سنوات، ثمّ عاد الروم البيزنطيون فاستعادوها مرة أخرى، وأخرجوا الفرس منها، وانتقلت لسيطرة العرب المسلمين في القرن السابع الميلادي. ضمّها الصليبيون لممالكهم عام 1167م حتى هزيمتهم بعد معركة حطين سنة 1187م أمام جيش صلاح الدين الأيوبي ونقل إليها منبر عسقلان العاجي. لاحقا تطورت المدينة في العهدين المملوكي والعثماني، واشتهرت في عصر العثمانيين بصناعة القناديل والزجاج الملوّن، وبلغ من تقدمها آنذاك أن شاركت في المعرض العالمي الذي أقيم في فينا عام 1873م، حيث عرضت صناعات الخليل من أدوات الزينة المصنوعة من الزجاج الملوّن، كما ازدهرت في فترة الانتداب البريطاني على فلسطين، حيث أسست بلدية الخليل عام 1927م. وخلال حرب 1948، وقع نصف قضاء الخليل ضمن حدود إسرائيل دون المدينة، حيث فقد القضاء معظم قراه وبلداته وأخصب أراضيه الواقعة غربًا، وأخضعت المدينة للإدارة الأردنية عام 1950م. وفي حرب 1967 استكملت إسرائيل احتلال المحافظة بما فيها المدينة، وقامت بمصادرة جزء كبير من المدينة لإسكان المستوطنين اليهود فيها، وخاصة في البلدة القديمة.].

### العهد الكنعاني

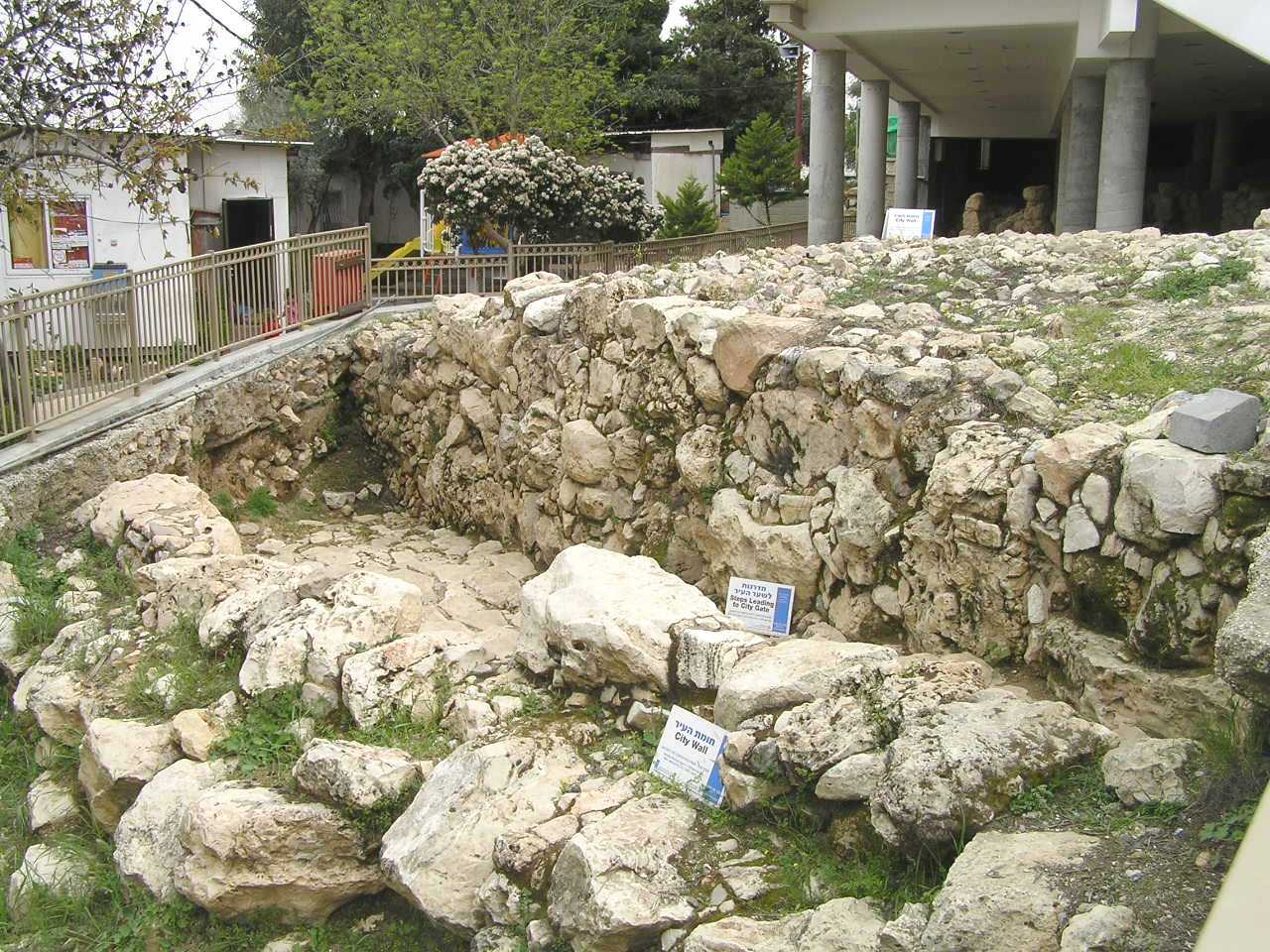
تل الرميدة، أقدم المواقع الأثرية في الخليل ويعود تاريخها إلى 5500 عام.

تُعد الخليل من أقدم مدن العالم، وتاريخها يعود إلى 5500 عام. بناها الكنعانيون وأطلقوا عليها اسم (قرية أربع) نسبة إلى بانيها (أربع) وهو أبو عَناق أعظم العناقيين، وكانوا يوصفون بالجبابرة، ولما جاء يوشع بن نون غير اسم قرية أربع إلى حيرون نسبة إلى أحد أولاد كالب بن يفنة، ثم سميت الخليل نسبة إلى (خليل الرحمن) إبراهيم، ففي أوائل القرن التاسع عشر قبل الميلاد سكن إبراهيم بعض السنين تحت بلوطات «ممرًا» الواقعة شمال الخليل، وتضم الخليل رفاته ورفاة زوجته سارة، وعائلته من بعده إسحق ويعقوب ويوسف لوط ويونس، ثم صارت الخليل قاعدة لدواوود بن سليمان سبع سنين ونصفا فقط، وكذلك تضم الكثير من رفات الصحابة وفي مقدمتهم شهداء معركة أجنادين. يواصل اليهود إدعائهم فهم يدَعُون أن موسى استخرج تابوته من أعماق النيل وحمله معه وأن «يوشع بن نون» دفنه في مغارة في حبرى (الخليل) وهم بهذا الإدعاء وغيره يريدون عبر الصهيونية إلى استدرار عاطفة الناس دينيًا وخلق تاريخ وهمي من العدم.

### بعد الميلاد
في أيام الرومان، أقيمت كنيسة على مقبرة إبراهيم وعائلته، ولما دخل الفرس سنة 614 م هدموها، تُعد الخليل واحدة من آخر المدن في فلسطين التي دخلها الفتح الإسلامي في القرن السابع الميلادي. وقد كانت تُسمى على أيام النبي محمد بـ«حبرا». وقد شاد الأمويون سقف الحرم الحالي والقباب التي فوق مراقد إبراهيم ويعقوب وزوجتيهما. وفي العصر العباسي فتح الخليفة المهدي باب السور الحالي من جهة الشرق وبنوا له المراقي الجميلة من ناحيتي الشمال والجنوب وأمر المقتدر بالله ببناء القبة التي على ضريح يوسف.

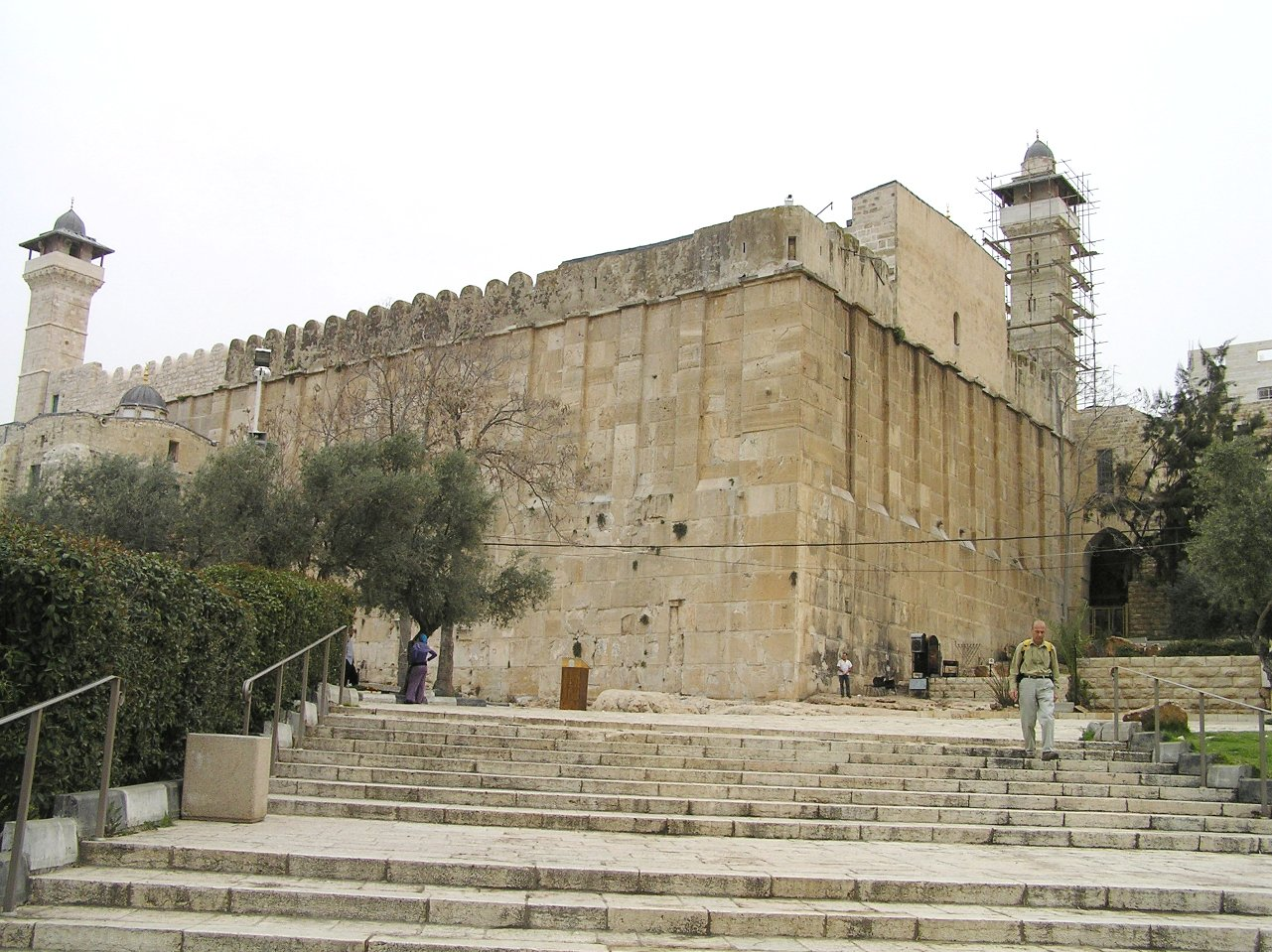
المسجد الإبراهيمي، بُني على آثار كنيسة بيزنطية وتمت إضافة أجزاء إليه بالعهد الأموي، وهو مُقدس للديانات الثلاث.

وفي العصر الفاطمي لم يكن لمشهد الخليل باب، وكان دخوله مستحيلاً، بل كان الناس يزورونه من الإيوان في الخارج. فلما جلس المهدي على عرش مصر أمر بفتح باب فيه، وزيّنه وفرشه بالسجاجيد، وأدخل على عمارته إصلاحاً كثيراً. وباب المشهد وسط الحائط الشمالي على ارتفاع أربع أذرع فوق الأرض، وعلى جانبه درجات من الحجر، فيصعد إليه من جانب ويكون النزول من الجانب الثاني. ووضع هناك باب صغير من الحديد.
لقد وصف الاصطخري المدينة بقوله: ««ومن بيت لحم على سمته في الجنوب مدينة صغيرة، شبيهة في القدر بقرية ـ تعرف بمسجد إبراهيم، وفي المسجد الذي يجمّع فيه الجمعة قبر إبراهيم واسحق ويعقوب صفاً، وقبور نسائهم صفاً بحذاء كل قبر من قبورهم قبر امرأة صاحبه، والمدينة في وهدة بين الجبال كثيرة كثيفة الأشجار، وأشجار هذه الجبال وسائر جبال فلسطين وسهلها زيتون وتين وجميز وعنب وسائر الفواكه أقل من ذلك»».
كما وصفها المقدسي: ««حبرى هي قرية إبراهيم الخليل، فيها حصن منيع، يزعمون أنه من بناء الجن من حجارة عظيمة منقوشة، وسطه قبّة من الحجارة إسلامية، على قبر إبراهيم وقبر اسحق، قُدَّام في المغطى، وقبر يعقوب في المؤخر. حذاء كل نبي امرأته. وقد جُعل الحبر مسجداً وبني حوله دور للزّوار. واختلطت فيه العمارة ولهم قناة ضعيفة. وهذه القرية إلى نحو نصف مرحلة من كل جانب قرى وكروم وأعناب وتفاح، تسمى جبل نصرة لا يُرى مثله، ولا أحسن من فواكهه، عامتها تحمل إلى مصر وتنشر. وفي هذه القرية ضيافة دائمة وطبّأخ وخباز وخدام، مرتبون يقدمون العدس بالزيت لكل من حضر من الفقراء. ويدفع إلى الأغنياء إذا أخذوا. ويظن أكثر الناس أنه من قرى إبراهيم وإنما هو من وقف تميم الداري وغيره. والأفضل عندي التورُّع عنه»».

### الحروب الصليبية

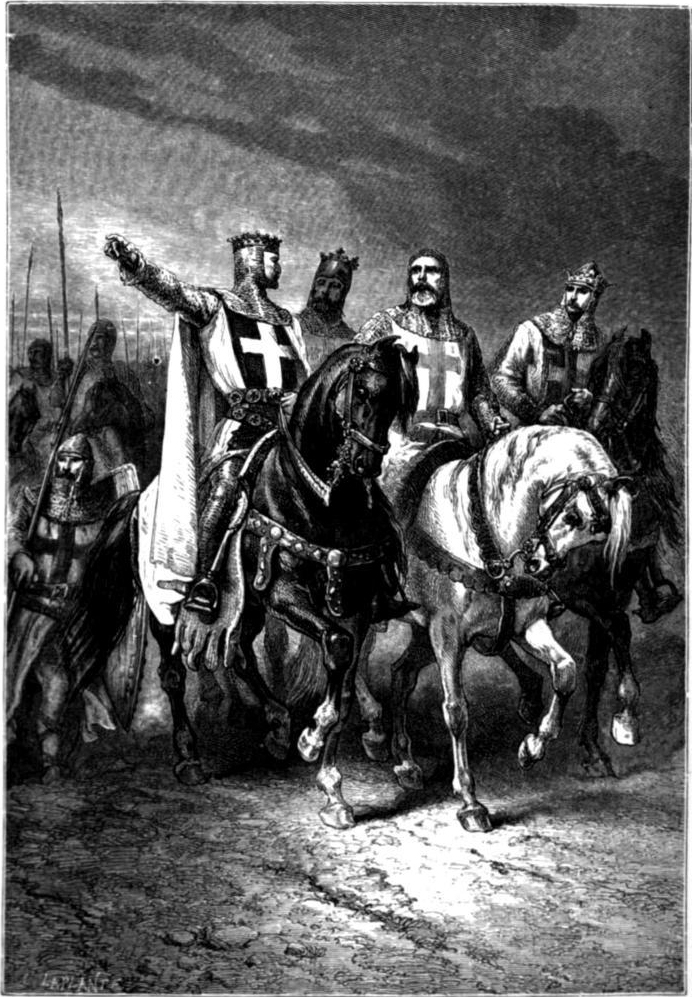
جودفري أمير صليبي، احتل الخليل عام 1099، وسمّاها «قلعة القديس أبراهام».

وقد سقطت مدينة «الخليل» في أيدى الفرنجة عام 1099 م إبَّان الحروب الصليبية. وقام الأمير جودفري البويوني ببناء قلعة حصينة لحمايتها والتي سمّاها "Castellion Saint Abraham" - أي: «قلعة القديس أبراهام»، ثم منحها وقلعتها إلى جيرارد افسنس "Gerard of Avesenes" طبقا للعرف الإقطاعي، الذي صار عليه الفرنجة في توزيع معظم البلاد والأراضي التي تم الاستيلاء عليها لكبار الأمراء والقادة العسكريين. وهكذا تحولت مدينة الخليل وجزء من الزمام الزراعي المحيط بها إلى إقطاعية فرنجية صليبية، يسيطر عليها أحد الأمراء بفضل جهود الأمير جودفري، الذي يرجع إليه الفضل بوضع أساس النظام الإقطاعي الفرنجي الصليبي في فلسطين، غير أن السمات البارزة لهذا النظام لم تظهر في عهده؛ بسبب قصر المدة التي حكمها.
أصبحت الخليل إقطاعية فرنجية صليبية، لكن الملك الفرنجي في بيت المقدس لم يقم بمنح جميع أراضي الخليل للسيد الإقطاعي وإنما احتفظ بجزء منها، مما يشير إلى أن المملكة الفرنجية اتبعت نهجا واضحا في سياستها العامة والمتعلقة بمنح الإقطاعات والأملاك المحددة دون اللجوء إلى منح المدن المناطق الريفية المحيطة بها للسادة الإقطاعيين. وربما كان ملوك بيت المقدس يهدفون من وراء هذه السياسة تحقيق عدة أمور منها: الاحتفاظ بمساحات شاسعة من أراضي الخليل من أجل منح جزء منها للكنائس والأديرة وصغار النبلاء والفرسان، أو ربما للحد من سلطة السيد الإقطاعي، أو ربما من أجل الإسهام في تغطية نفقات التاج من عائدات هذه الأراضي.
لقد استطاع صلاح الدين الأيوبي استرداد المدينة من أيدى الصليبيين إثر موقعة حطين عام 1187 م. وفي عام (656 هـ - 1258 م) أغار المغول على مدينة الخليل بعدما دمّروا بغداد، غير أن انتصارات «قطز» في عين جالوت عام (658 هـ - 1260 م) وضعت حدًا نهائيً لتلك الغارات.

### العهد المملوكي

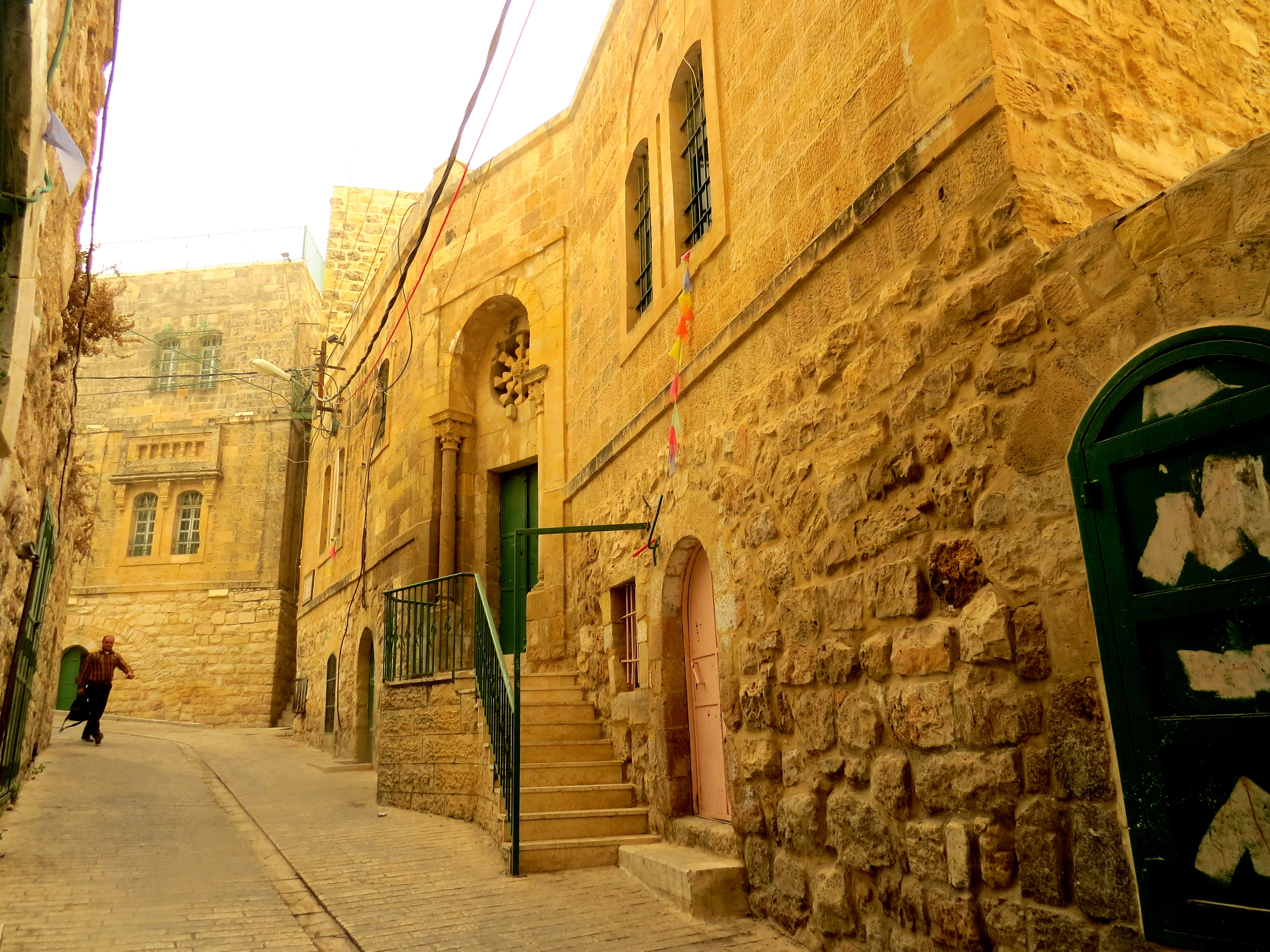
البلدة القديمة المبنية في العهد المملوكي.

استعاد القائد صلاح الدين الأيوبي مدينة الخليل في 1187. تم ذلك بمساعدة يهودية وفقا لتقليد واحد في وقت متأخر، في مقابل خطاب من الأمن السماح لهم بالعودة إلى المدينة، وبناء كنيس هناك. تم تغيير اسم المدينة مرة أخرى إلى مدينة الخليل. وقد بقي ربع الكردية موجود في البلدة خلال الفترة الأولى من الحكم العثماني. استعاد ريتشارد قلب الأسد المدينة بعد فترة وجيزة. تمكن ريتشارد من كورنوال، وجلبه من إنجلترا لتسوية العداوات الخطيرة بين فرسان المعبد والإسبتارية، التي تنافس للخطر معاهدة ضمان الاستقرار الإقليمي المنصوص عليها مع السلطان المصري والصالح أيوب، لفرض السلام في المنطقة. لكن بعد وقت قصير من مغادرته، ونتيجة للحروب المتناحرة من عام 1241، وفرسان المعبد الذين شنوا غارة مدمرة، في انتهاك للاتفاقيات.
في 1260، بعد غارات المغول على فلسطين، لامست واحدة منها الخليل. وقد تم بناء مآذن على هيكل مغارة المكفيلة/المسجد الإبراهيمي في ذلك الوقت. بعد ست سنوات، خلال الحج إلى مدينة الخليل، أصدر بيبرس مرسوما يمنع المسيحيين ويهود
من دخول الحرم، وأصبح المناخ أقل تسامحا مع اليهود والمسيحيين مما كانت عليه تحت حكم الدولة الأيوبية قبل. لم يكن مرسوم لإستبعاد المسيحيين واليهود بصرامة حتى منتصف القرن الرابع عشر وبحلول 1490 سمح لمن هم ليسو بمسلمين بالدخول في كهوف تحت الأرض. تم بناء مصنع في أرطاس عام 1307 حيث تم تخصيص الأرباح من دخلها إلى مستشفى في الخليل. ولقد كتب العديد من الزوار حول الخليل على مدى القرنين التاليين (من بينها "Ishtori HaParchi" عام 1322 و "Nachmanides" عام 1270 والحاخام ميشولام من فولتيرا عام 1481 و "HaParchi" عام 1322. ولم يُسجل أي ذكر لليهود في مدينة الخليل في هذه الفترة.
لقد استمرت الهجرة إلى المدينة من قبل المجموعات العرقية والدينية المختلفة، ومن ضمنها مجموعات يهودية صغيرة وفقيرة اعتاشت على صدقات المحسنين اليهود الذين كانوا يزورون المدينة (خلال الفترة المملوكية)، وسكنت في قلب المدينة في حارة الدارية. هذا بالإضافة إلى نشوء حارة صغيرة للنصارى (استمرت بالوجود حتى مطلع الفترة العثمانية)، لتختفي بعدها. ولكن تعود كل الحارات القديمة، والتي ما زالت قائمة، في شكلها النهائي إلى الفترة المملوكية. وبالتالي من الممكن الاعتقاد بأن شكل الخليل القديمة، كما هي عليه الآن، قد تشكل في هذه الفترة، في حين كان نصيب الفترة العثمانية، مجرد تعبئة الفراغات التي تركتها الفترة المملوكية وتكثيف استعمال المساحات وزيادة طوابق المباني القديمة وتوسع ضئيل في مساحة الحارات.

### العهد العثماني

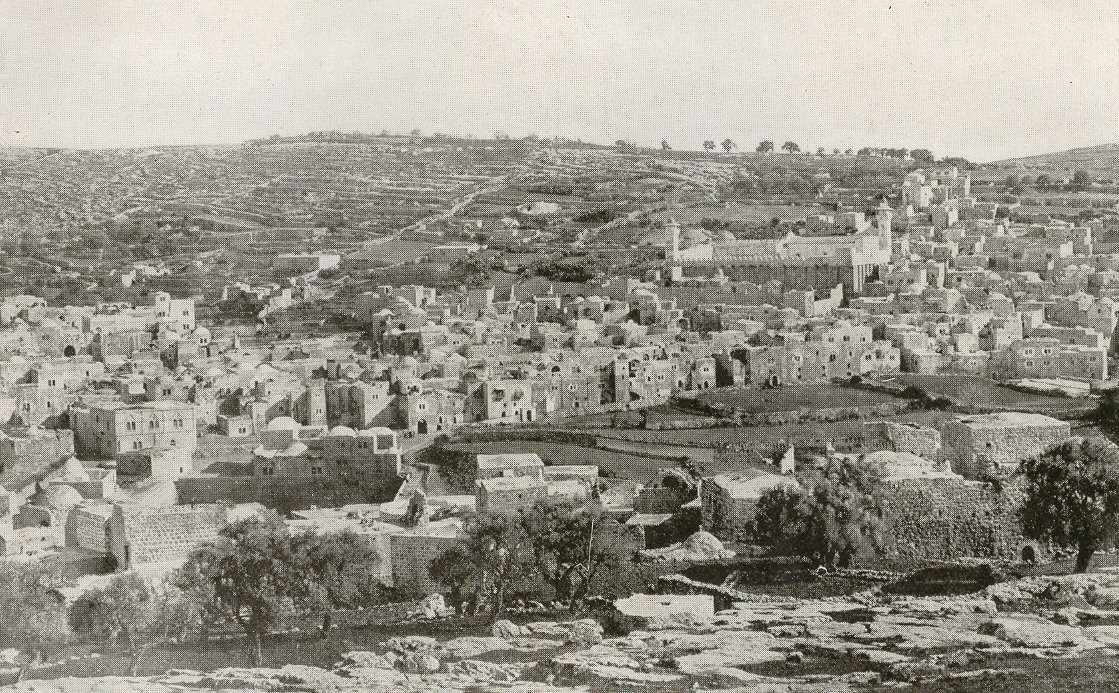
مدينة الخليل في العهد العثماني (صورة أفقية).

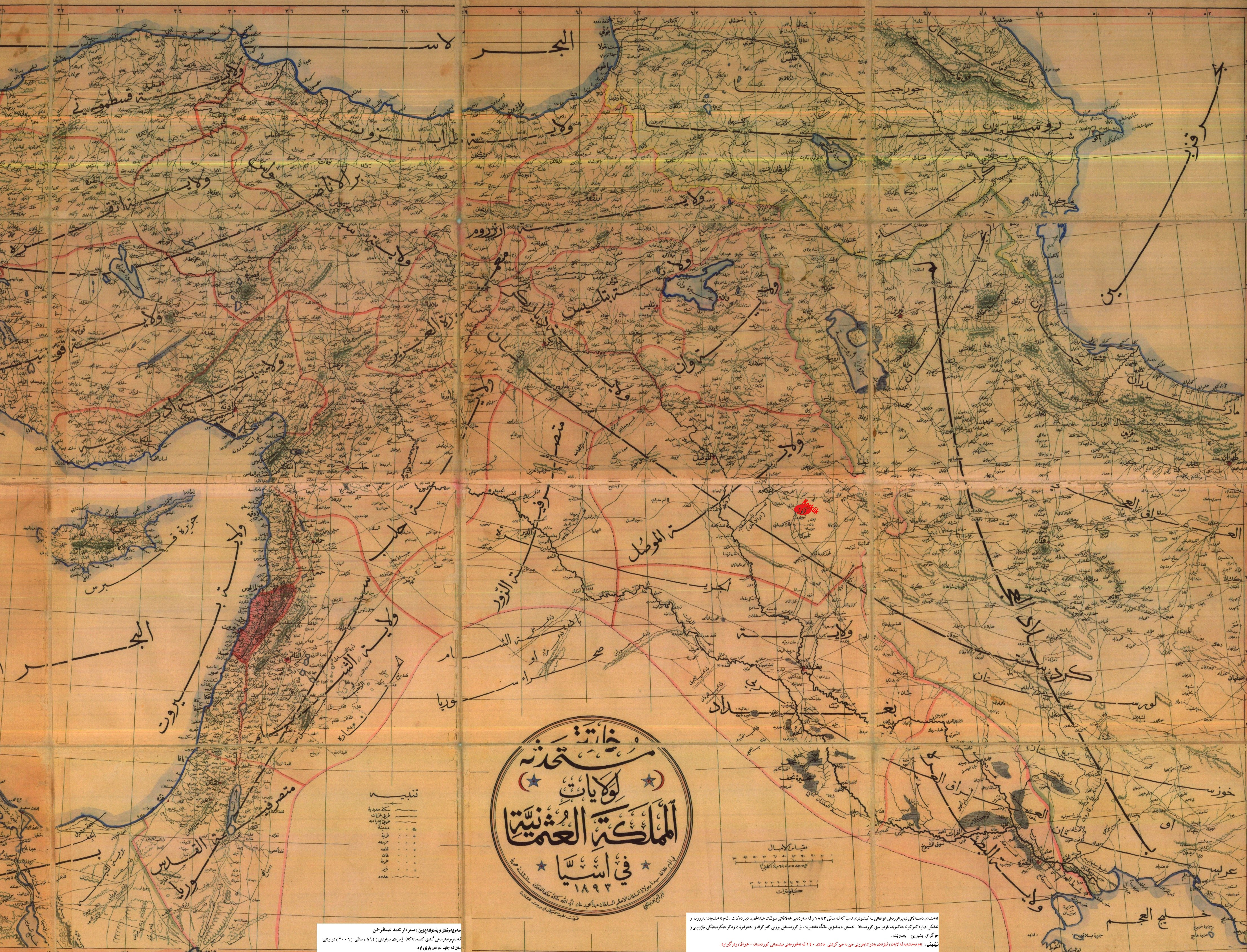
كانت الخليل واقعة ضمن متصرفية القدس التابعة لولاية بيروت العثمانية في القرن 19.

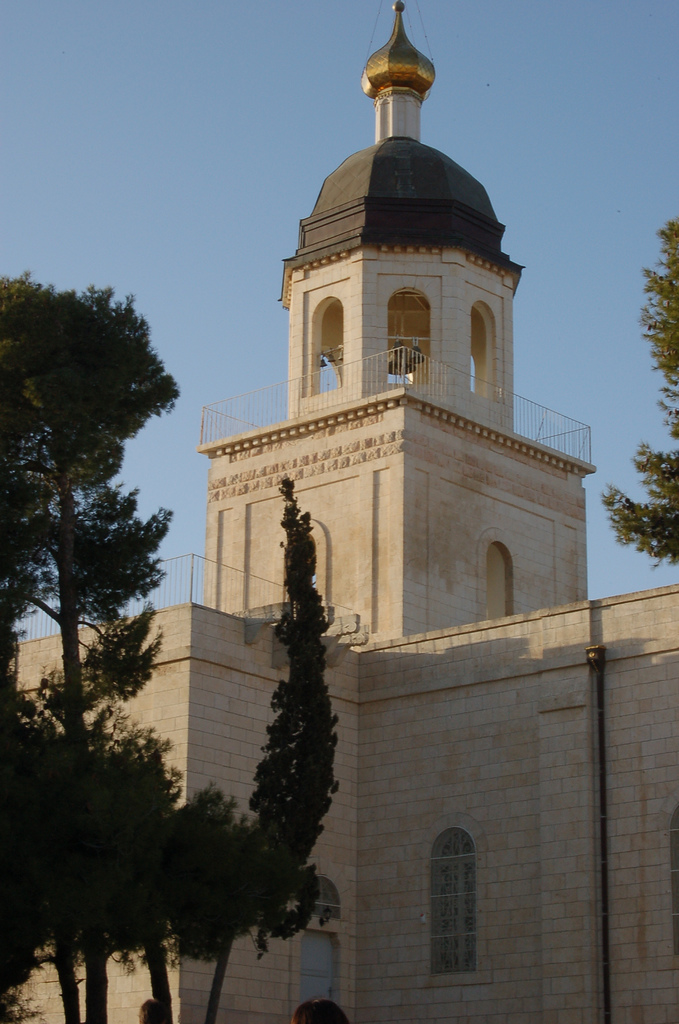
كنيسة المسكوبية، الكنيسة الوحدية في المدينة، بُنيت في عام 1906.

فتح العثمانيون الشام ومدينة الخليل بعد معركة مرج دابق عام 1517 م، واستمر حكمهم 4 قرون، حتى جاء الاحتلال البريطانى لفلسطين عام 1917م إلى عام 1948 م.
لقد كانت الخليل مشهورة بعمل الزجاج. وكانت أبنيتها في هذه الفترة من الحجر الكلسي الذي يستخرج من الجبال المحيطة بها. ولهذه المدينة عدة أبواب تغلق ليلاً منعاً للمواصلة مع بقية المقاطعات ومحافظة على الأمن والسكينة. والمدينة الحاضرة مبنية على منحدرات الهضاب وفي السهل. وموقع الحرم أو الجامع يقع عند نهاية المنحدر البعيد عنها قليلاً. وضمت الخليل 22 ألف نسمة في نهاية الفترة العثمانية. بينهم 2000 يهودي لهم ثلاثة معابد. تقوم على مساحة ضيقة من واد ينحدر من الشمال الغربي. ضواحي البلدة خصبة، تكثر فيها عيون الماء. يصنع اليهود الخمر الجيد من العنب الذي يكثر في الجوار. وفضلاً عن الكرمة فان أشجار اللوز والمشمش في نمو وازدهار. والخليل أيضاً سوق تجاري.

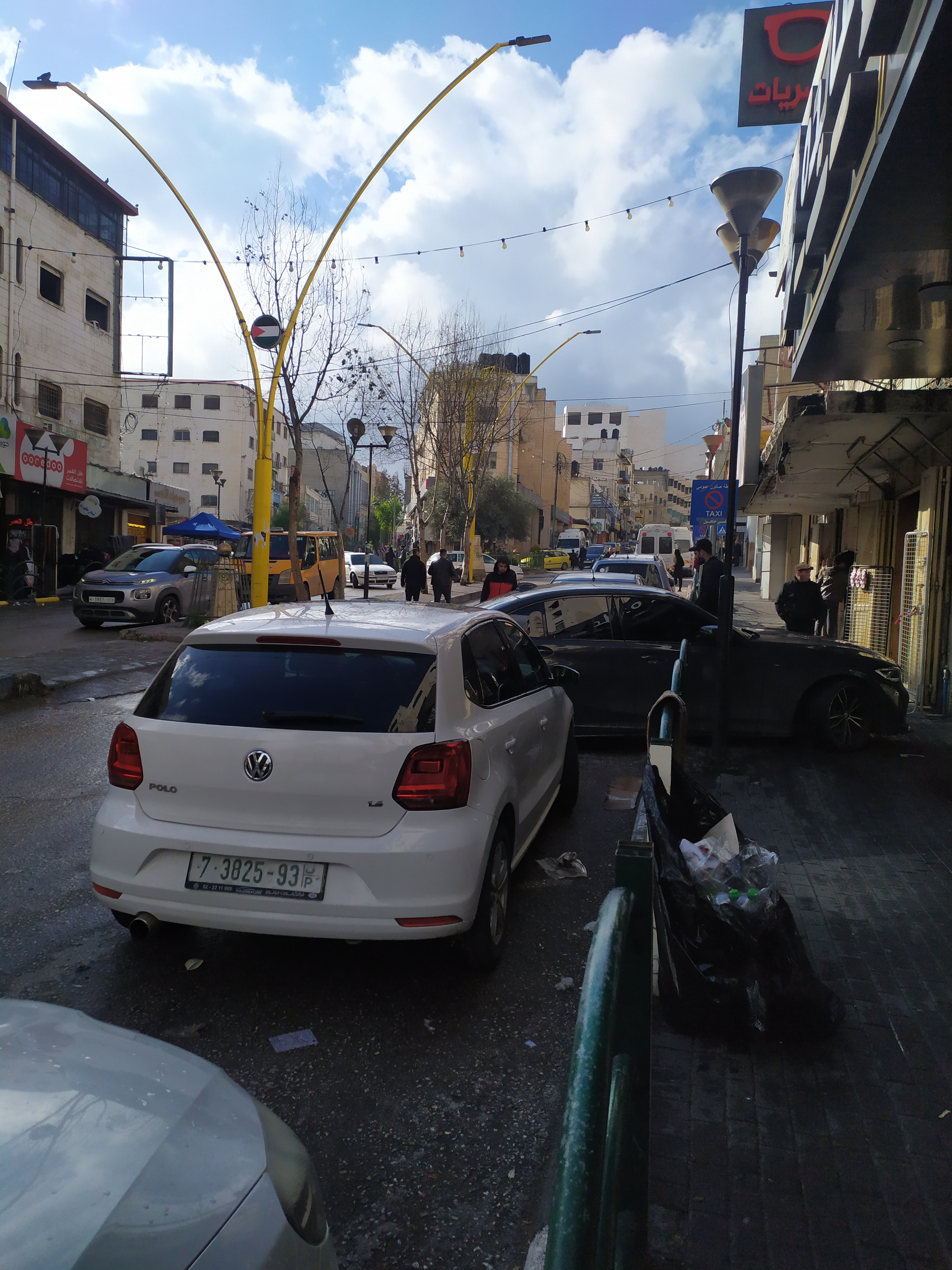
باب الزاوية الخليل

بالنسبة لأحياء المدينة في هذه الفترة، فضلاً عن الأحياء اليهودية الواقعة في شمالها الغربي وجنوبها الغربي كانت تضم سبعة أحياء:
- حي الشيخ علي البكا ويعلو هذا الحي على مجرى مياه «عين قشقلة» وترى بقربها مغائر وقبور صخرية. ومن هذه العين ممر يؤدي إلى رأس تلة (حبال الرياح).
- حارة باب الزاوية.
- حارة القزازين ـ نسبة إلى عمّال الزجاج.
- حارة العقّابة حيث يقيم عمّال المعاطف الشتوية المصنوعة من الجلد
- حارة الحرم
- حارة المشارقة
- حارة قيطون ـ حيث كان يقيم عمال القطن

كانت البلدة القديمة تقوم في القرب من المدينة الحالية، على «تلة الرميدة» المغطاة بأشجار الزيتون وترى على هذه التلة بقايا جدران ضخمة وبناية حديثة تحمل اسم دير الأربعين. وفي الجنوب الغربي من حارة الحرم انشئت بركتان كبيرتان: الأولى تحمل اسم «بركة القزازين» طولها 28 ياردة وعرضها 18 ياردة وعمقها 27 قدماً ونصف القدم. والثانية وتقع في أسفل الوادي وتعرف باسم «بركة السلطان» بنيت بأحجار مصقولة، مربعة الشكل طول كل ضلع من أضلاعها نحو 44 ياردة. وبقربها تقوم «السراي» الجديدة. وكان لا يسمح لغير المسلمين دخول الحرم الشريف. ولم يدخله من غير المسلمين إلاّ أقلية ممتازة من الأوروبيين انما كان يسمح لليهود وغيرهم الصعود إلى الدرجة السابعة فقط من سلّم الحرم. وعند الدرجة الخامسة يوجد ثقب يعتقد اليهود انه يمتد إلى داخل الحرم إلى أن تصل بالقبور. وفي كل جمعة يأتون إلى الدرجة المذكورة يبكون وينوحون شأنهم في شأن نحيبهم عند حائط البراق (المبكى) في بيت المقدس. وفي الجنوب من تلة «قب الجانب» تقع محطة الكرنتينا. وتلاصق الحرم من الجنوب «القلعة» وهي نصف خربة تستعمل ثكنة للجنود.وفي الخليل أيضاً إدارة للبريد والبرق وفرع لبنك انجلو فلسطين ومستشفى للارسالية الاسكوتلندية.

### عهد الانتداب البريطاني

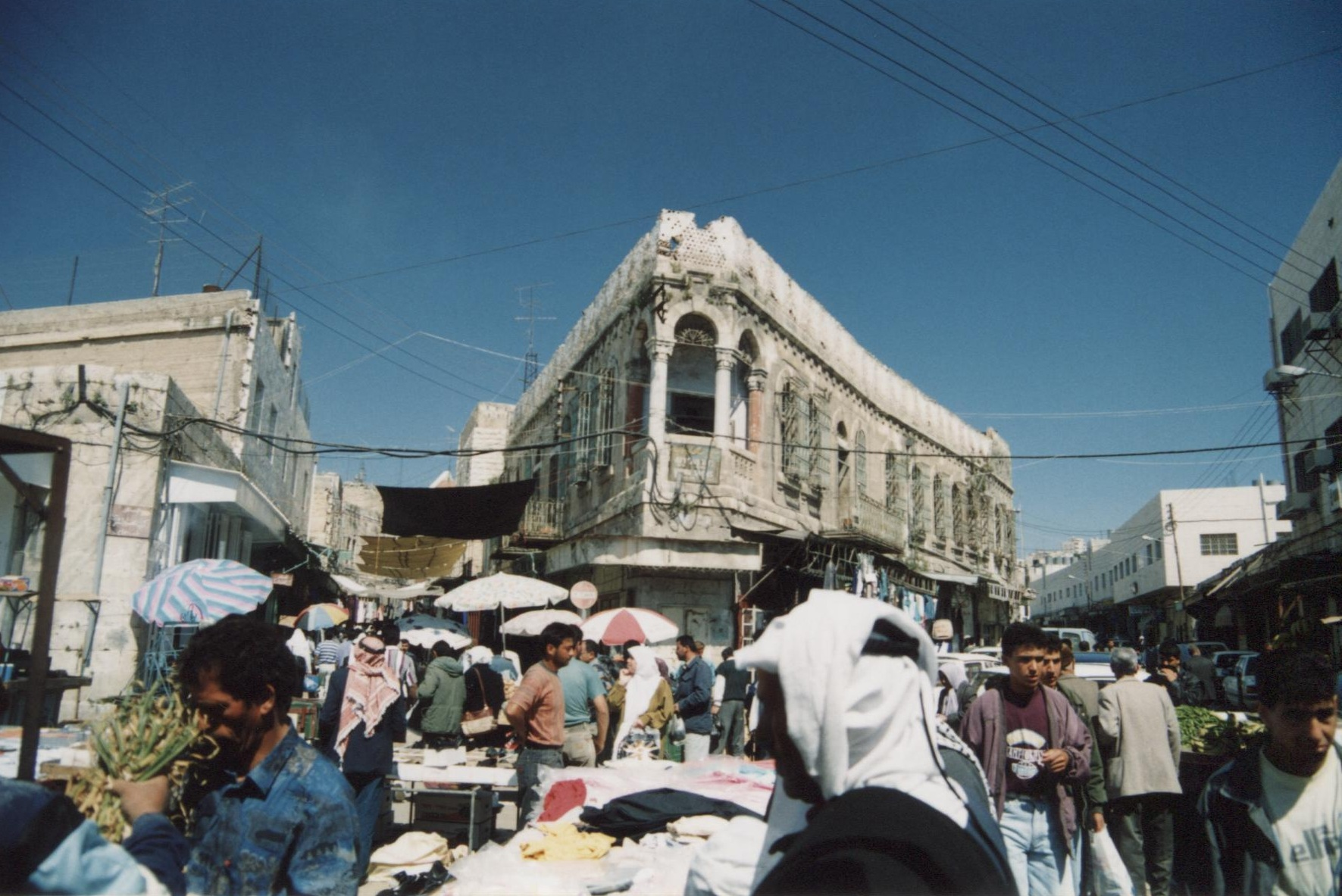
صورة لـ مبنى بلدية الخليل القديم.

بعد الحرب العالمية الأولى، انتقلت مدينة الخليل لتكون تحت الانتداب البريطاني. خلال سنوات العشرينات، نتيجة لازدياد الصهيونية من جهة، وتنمية الوعي القومي العربي من جهة أخرى، زادت حدة التوتر بين العرب واليهود الذين عاشوا تحت الانتداب. وقد ادعت كلتا الأيديولوجيتين ادعاءات سياسية وإقليمية متضاربة حول نفس المنطقة، مما أسفر عن انفجار في الخليل، في مذبحة عام 1929.

### الحكم الأردني

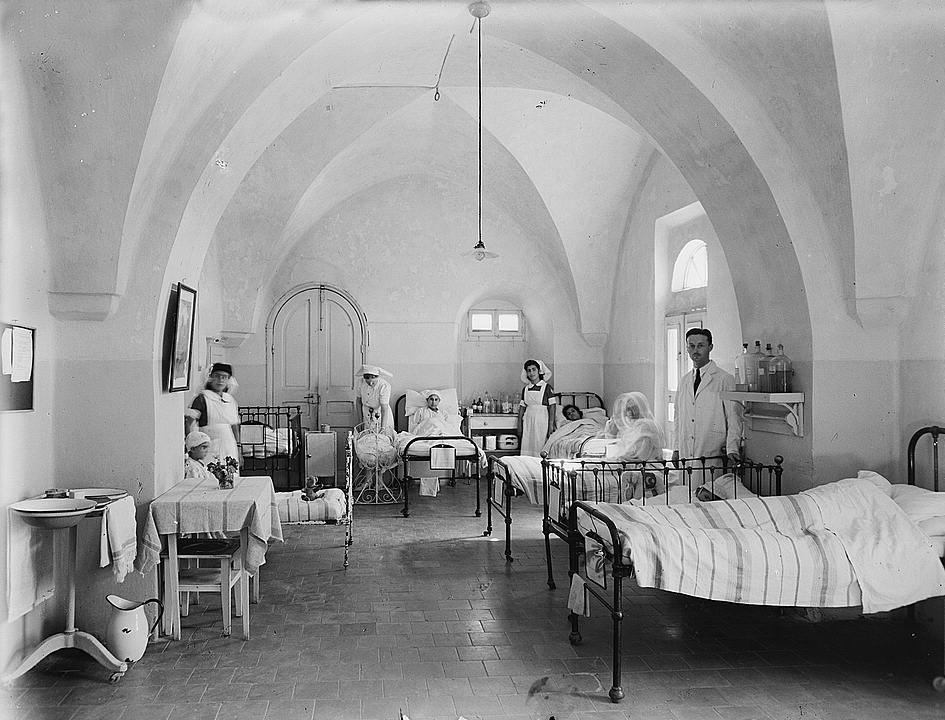
مستشفى الخليل عام 1944.

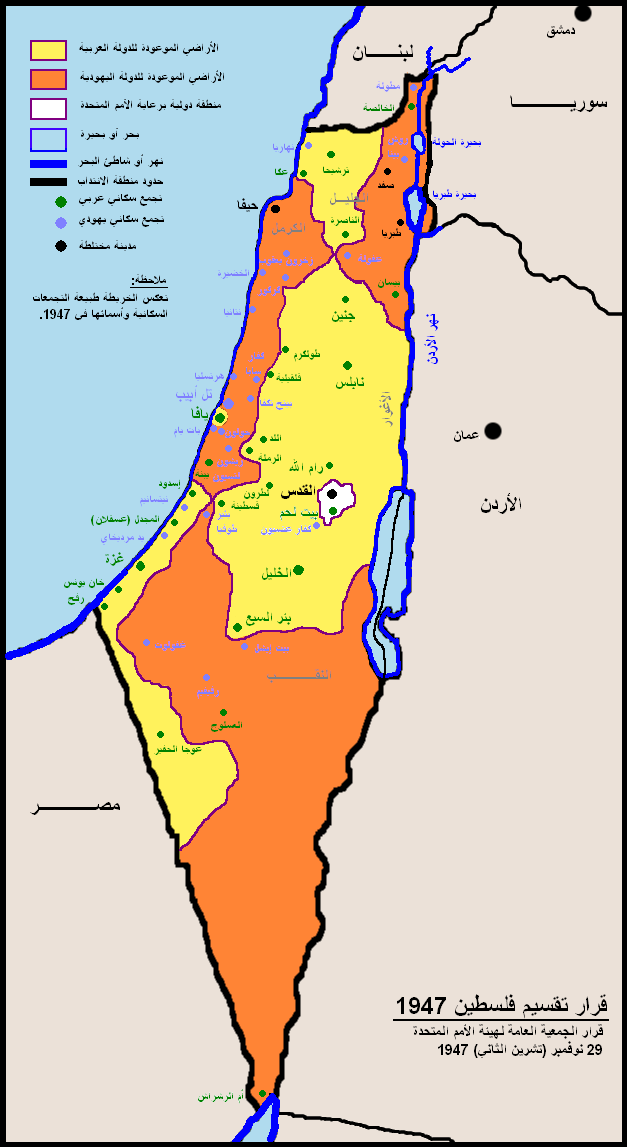
خارطة تقسيم فلسطين عام 1947، تظهر الخليل ضمن المنطقة المحددة للعرب.

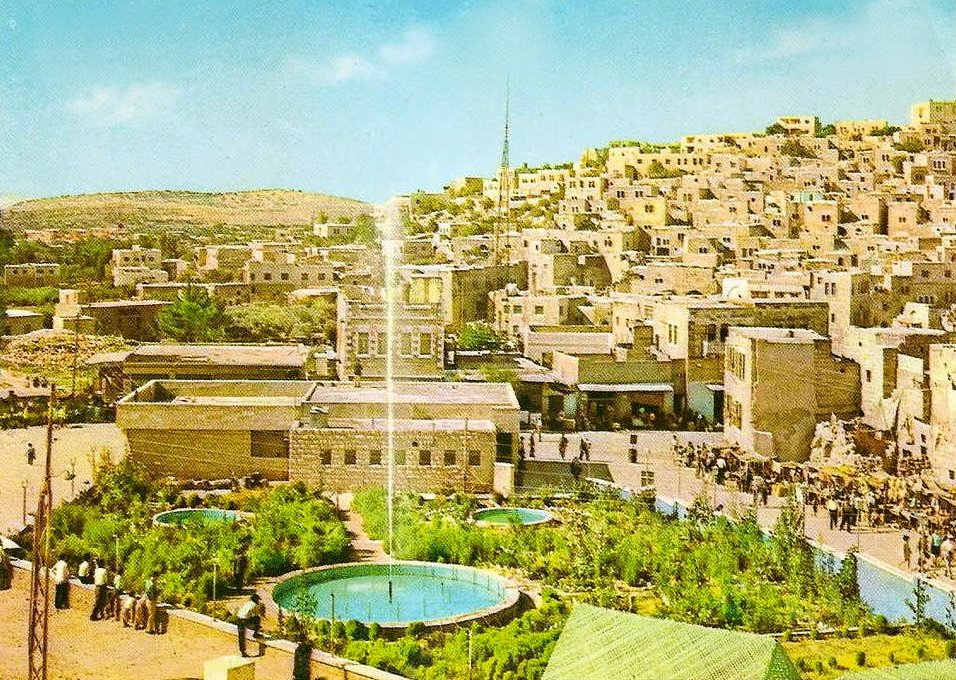
الخليل في فترة الستينات من القرن الفائت، تحت الحكم الأردني.

قامت هيئة الأمم المتحدة عام 1947 بمحاولة لإيجاد حل للنزاع العربي/اليهودي القائم على فلسطين، وقامت هيئة الأمم بتشكيل لجنة "UNSCOP" المتألّفة من دول متعدّدة باستثناء الدّول دائمة العضوية لضمان الحياد في عملية إيجاد حلّ للنزاع.
قامت اللجنة بطرح مشروعين لحل النزاع، تمثّل المشروع الأول بإقامة دولتين مستقلّتين، وتُدار مدينة القدس من قِبل إدارة دولية. وتمثّل المشروع الثاني في تأسيس فيدرالية تضم كلا من الدولتين اليهودية والعربية. ومال معظم أفراد لجنة "UNSCOP" تجاه المشروع الأول والرامي لتأسيس دولتين مستقلّتين بإطار اقتصادي موحد. وقامت هيئة الأمم بقبول مشروع لجنة "UNSCOP" الدّاعي للتقسيم مع إجراء بعض التعديلات على الحدود المشتركة بين الدولتين، العربية وواليهودية، على أن يسري قرار التقسيم في نفس اليوم الذي تنسحب فيه قوات الانتداب البريطاني من فلسطين.
أعطى قرار التقسيم 55% من أرض فلسطين للدولة اليهودية، وشملت حصّة اليهود من أرض فلسطين على وسط الشريط البحري (من إسدود إلى حيفا تقريبا، ما عدا مدينة يافا) وأغلبية مساحة صحراء النقب (ما عدا مدينة بئر السبع وشريط على الحدود المصرية). ولم تكن صحراء النّقب في ذاك الوقت صالحة للزراعة ولا للتطوير المدني، واستند مشروع تقسيم الأرض الفلسطينية على أماكن تواجد التّكتّلات اليهودية بحيث تبقى تلك التكتّلات داخل حدود الدولة اليهودية.
لقد أفضت أحداث حرب 1948 إلى إعلان الإدارة الأردنية للضفة الغربية، حيث ضم الأردن الضفة الغربية، بما فيها مدينة الخليل، بصفة رسمية يوم 24 نيسان/ أبريل 1950، لكن الجامعة العربية وآخرون أعلنوا بطلان وعدم قانونية الضم ولم يعترف به سوى ثلاث دول هي العراق وباكستان وبريطانيا.
استمر هذا الوضع حتى حرب 1967، بعد سقوط الضفة الغربية بيد إسرائيل. إلا أن الوضع القانوني للمدينة ومعها الضفة الغربية بأكملها قد ظل بكونها جزءًا من حدود المملكة الأردنية الهاشمية حتى قرار فك الارتباط عام 1988، حيث تم إعلان الاستقلال الفلسطيني. وقد تخلى الأردن بموجبه عن المطالبة بالضفة الغربية لمنظمة التحرير الفلسطينية، التي كانت قد عُينت سابقًا من قبل الجامعة العربية ك«ممثل شرعي وحيد للشعب الفلسطيني».

### النكسة

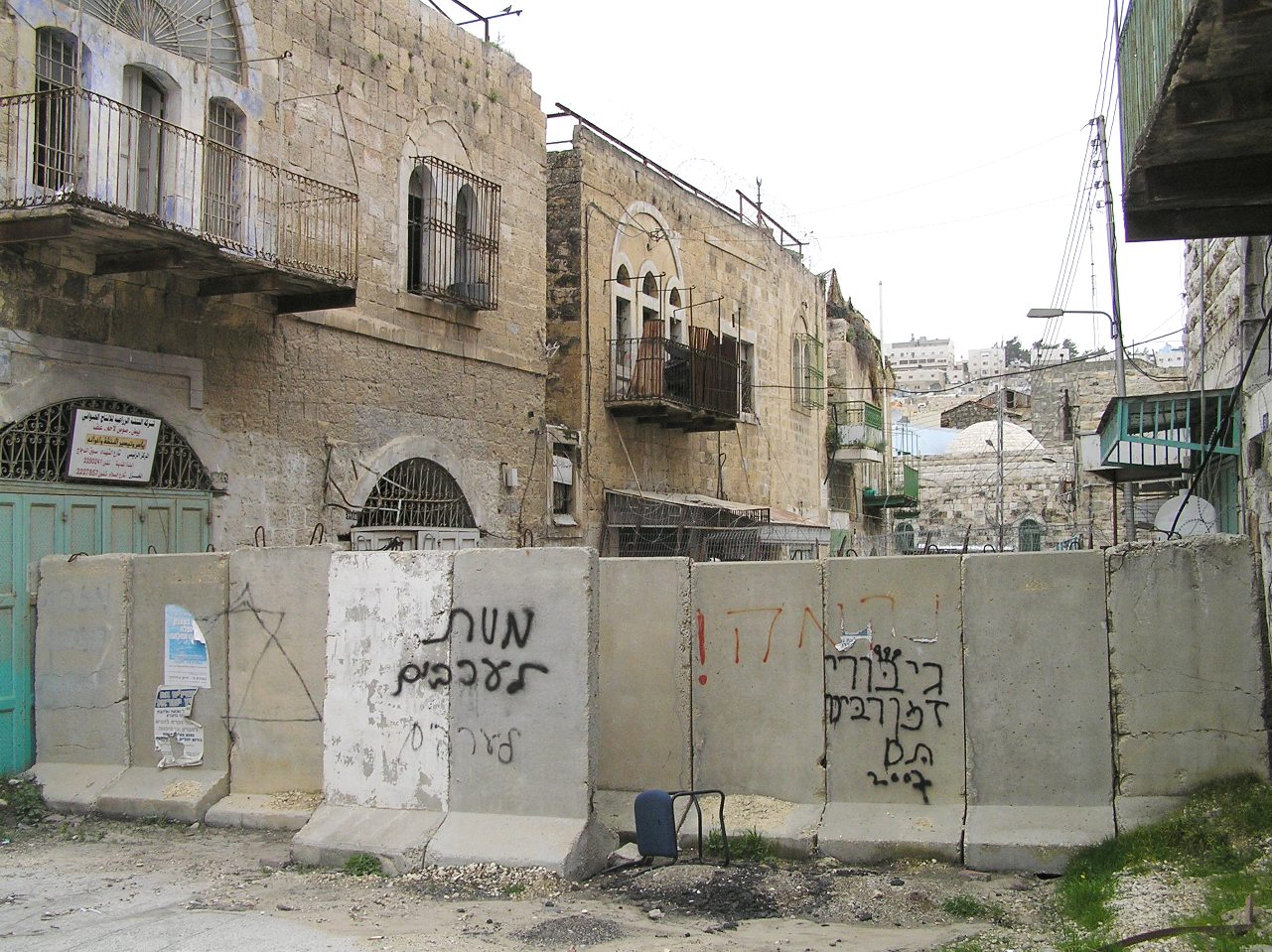
الفصل العنصري في المدينة بعد الاحتلال.

رزحت الخليل تحت الاحتلال الإسرائيلي وأصبحت مركزاً لمنطقة الخليل التي يحكمها حاكم عسكري إسرائيلي مباشرة، حيث احتلت إسرائيل مدينة الخليل في 5 يونيو 1967، ومنذ ذلك التاريخ شرع المستوطنون اليهود بالاستيطان في محيط المدينة ثم في داخلها، ويوجد داخل المدينة حاليا خمسة مواقع استيطانية يهودية وهي مستوطنة تل الرميده، والدبويا، ومدرسة أسامة بن المنقذ وسوق الخضار والاستراحة السياحية قرب المسجد الإبراهيمي الشريف، بالإضافة إلى التجمع الاستيطاني اليهودي على حدود المدينة الشرقية (كريات أربع وخارسينا).
الخليل هي المدينة الفلسطينية الوحيدة التي اقيمت في قلبها مستوطنة. لأجل حرية حركة للمئات القلائل من المستوطنين اختارت إسرائيل سياسة رسمية مميزة ضد السكان الفلسطينيين في المدينة. مع مرور السنين أصبح مركز المدينة كمدينة اشباح.

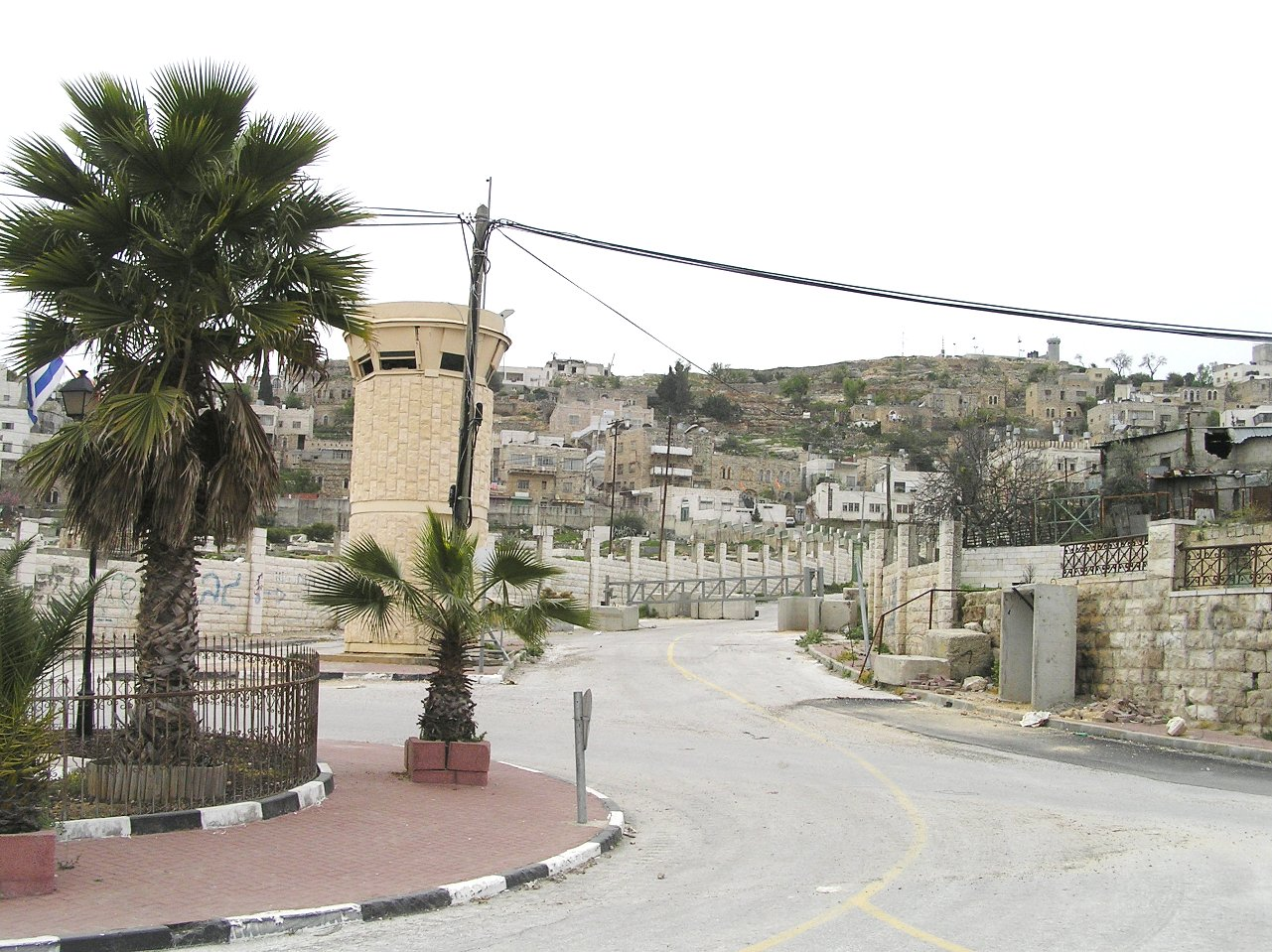
حاجز وبرج مراقبة لقوات الاحتلال الإسرائيلية في وسط الخليل.

على مدار سنوات، تم إقامة عدد من نقاط الاستيطان الإسرائيلية في مدينة الخليل القديمة وضواحيها، وهي منطقة كانت بمثابة مركز تجاري لجنوب الضفة الغربية. وتقوم الجهات المسئولة عن القانون في إسرائيل وقوات الأمن الإسرائيلية بتكبيد ثمن حماية هذه النقاط الاستيطانية من جميع السكان الفلسطينيين. ولهذا الغرض، تنتهج إسرائيل نظامًا يستند بصورة صريحة ومكشوفة إلى «مبدأ الفصل»، الذي على ضوئه أوجدت إسرائيل عزلا (SEGREGATION) على الأرض وعزلاً قانونيًا ما بين المستوطنين الإسرائيليين وبين الغالبية الفلسطينية.
وقد أدت هذه السياسة إلى انهيار الاقتصاد وسط مدينة الخليل ونزوح واسع للسكان الفلسطينيين. وتُظهر نتائج المسح الذي أُجري من أجل إعداد هذا التقرير، أن الفلسطينيين نزحوا عن ما لا يقل عن 1014 شقة سكنية في وسط مدينة الخليل، علمًا أن هذه الشقق تُشكل 41.9% من مجموع الشقق السكنية في هذه المنطقة. كما أن 65% من الشقق التي تم إخلاؤها، وعددها 659، نزح عنها سكانها خلال الانتفاضة الثانية. كما يتضح من نتائج المسح أن 1829 محلاً تجاريًا فلسطينيًا في المنطقة التي جرى مسحها أصبحت مهجورة اليوم، علما أن هذه المحلات التجارية المغلقة تشكل 76.6% من مجموع المحال التجارية في هذه المنطقة. 62.4% من المحال التجارية المغلقة، وعددها 1141 محلا، تم إغلاقها خلال الانتفاضة الثانية، وأن 440 محلًا منها جرى إغلاقها بأوامر عسكرية.
إن المكونات الأساسية لـ«سياسة الفصل» الإسرائيلية تقوم على الحظر الشديد والواسع لحركة الفلسطينيين والامتناع المنهجي عن فرض القانون والنظام على المستوطنين العنيفين الذين يعتدون على الفلسطينيين. كل هذا إلى جانب ما يلحق سكان المدينة الفلسطينيين من أذى مباشر من قبل القوات الإسرائيلية.

### السلطة الفلسطينية
استمر هذا الوضع حتى قدوم السلطة الوطنية الفلسطينية عام 1995، وأصبحت المدينة منذ ذلك الحين، مركزاً لمحافظة الخليل، كما وقعت معظم أراضي المحافظة ضمن تصنيف (أ) و (ب) حسب اتفاق أوسلو. في عام 1994، عندما كان سير عملية اتفاق أوسلو في أوجه، قام المستوطن اليهودي باروخ غولدشتاين بإطلاق النار على المسلمين الذين كانوا يصلون في الحرم الإبراهيمي وقتل 29 منهم وأصاب عددًا أكبر بكثير.
استمر سير عملية اتفاق أوسلو وفي شباط/فبراير 1997، تم توقيع اتفاق حول الانتشار الجزئي للجيش الإسرائيلي في الخليل، وتم تقسيم المدينة إلى قسمين: منطقة H1، والتي تم تسليم السيطرة عليها للسلطة الفلسطينية، ومنطقة H2 - التي بقيت تحت سيطرة الجيش الإسرائيلي. وفي أبريل/ نيسان 2002، سيطر جيش الإحتلال الإسرائيلي على المدينة بأكملها، ووضعت أبراج مراقبة ثابتة في منطقة H1 في المدينة في عام 2003.

## الجغرافيا

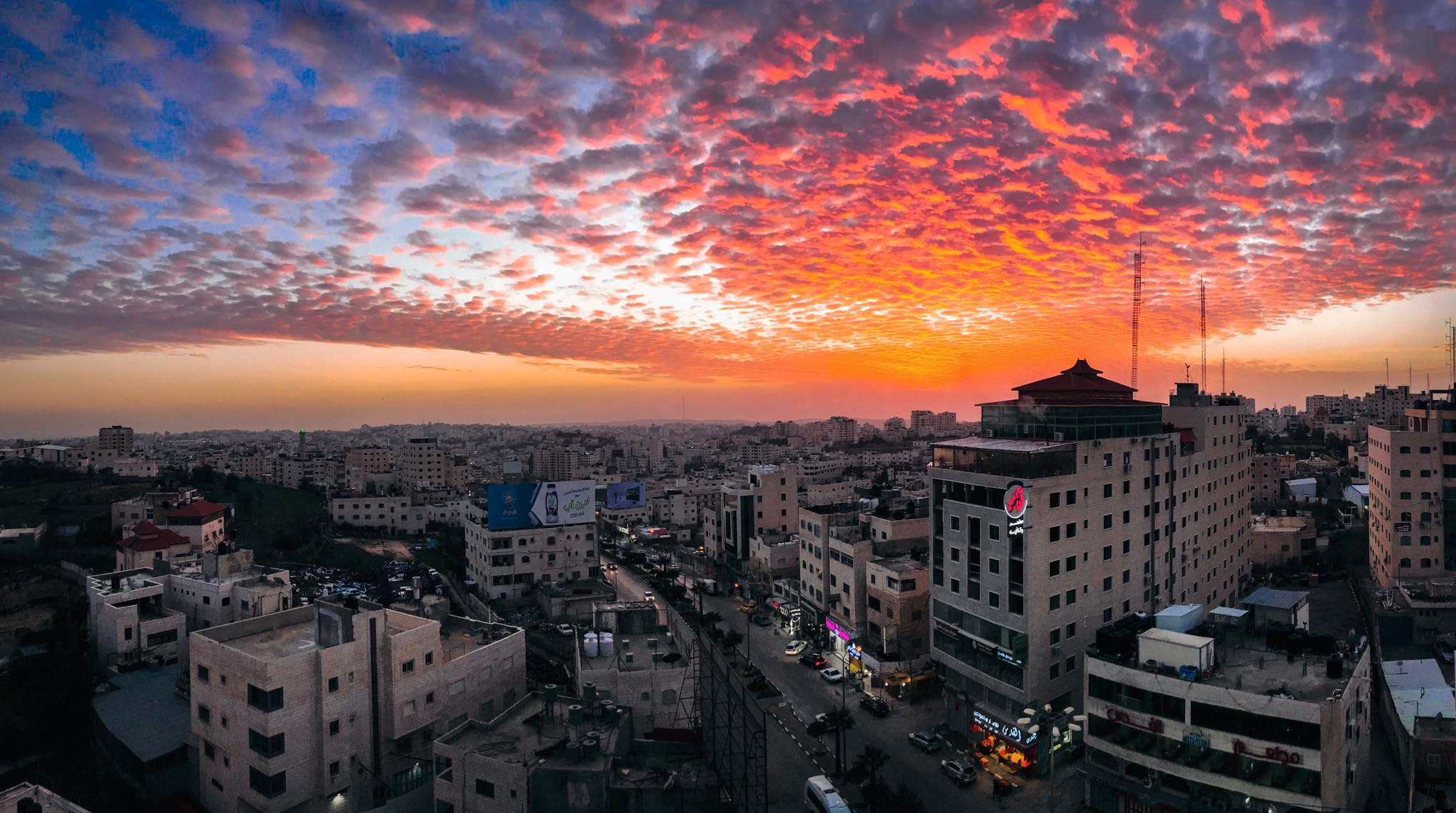
غروب الشمس في مدينة الخليل.

تقع المدينة على هضبة ترتفع 940 م عن سطح البحر. يربطها طريق رئيسي بمدينتي بيت لحم والقدس، وتقع على الطريق الذي يمر بأواسط فلسطين رابطة الشام بمصر مروراً بسيناء.
وقد بنيت الخليل على سفحي جبلي جبل الرميدة وجبل الرأس على ارتفاع 927 م، وفي الوادي بين الجبلين الذي يختلف اسمه على طول مجراه، حيث يعرف بوادي التفاح، وهو يخترق وسط الخليل.
وتقع الخليل على بُعد 35 كم للجنوب من مدينة القدس، و46 كم غرب نهر الأردن، و152 كم جنوب مدينة جنين، و229 كم غرب مدينة الكرك الأردنية.

### مناطق المدينة

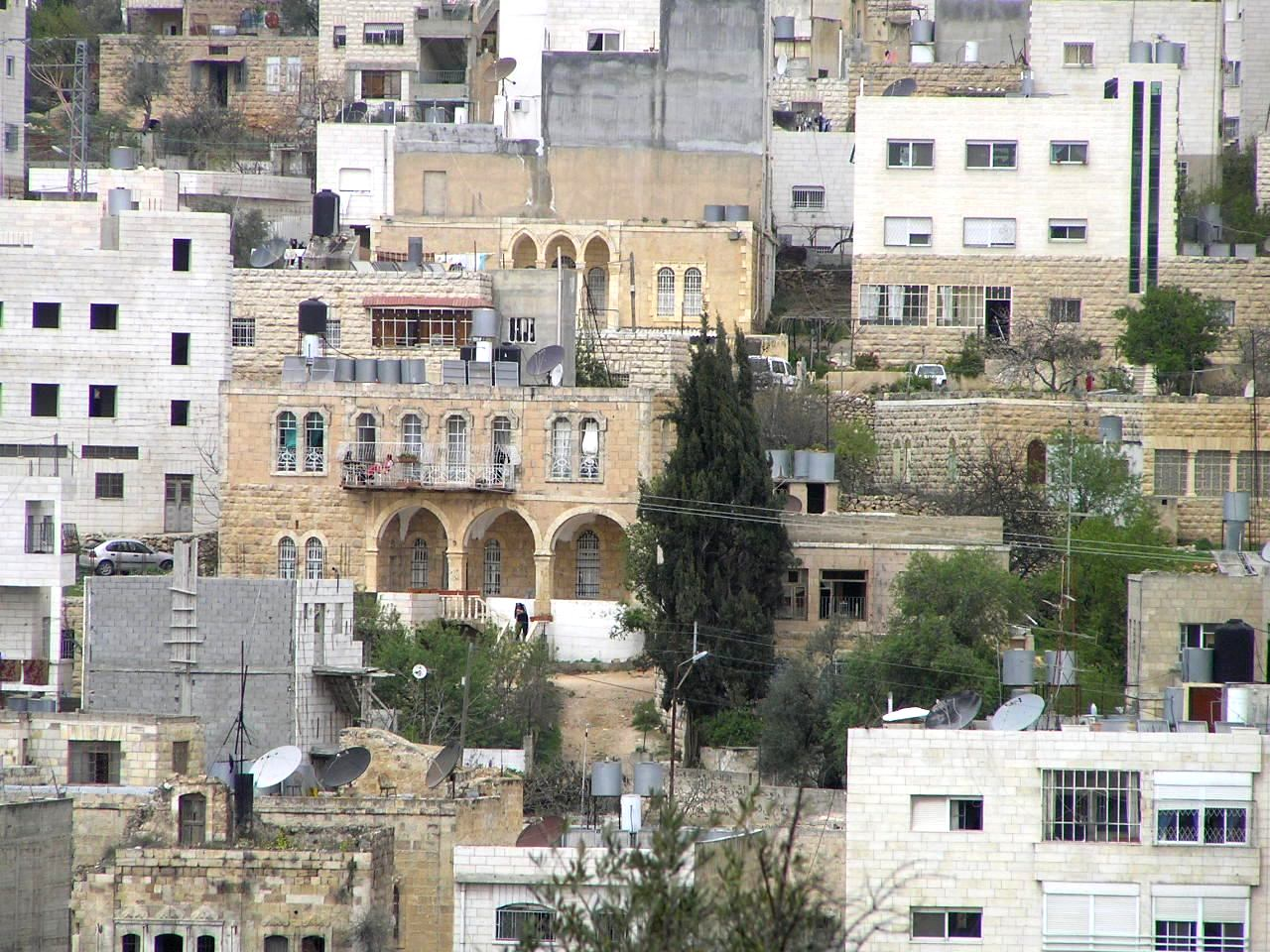
أحد مناطق الخليل

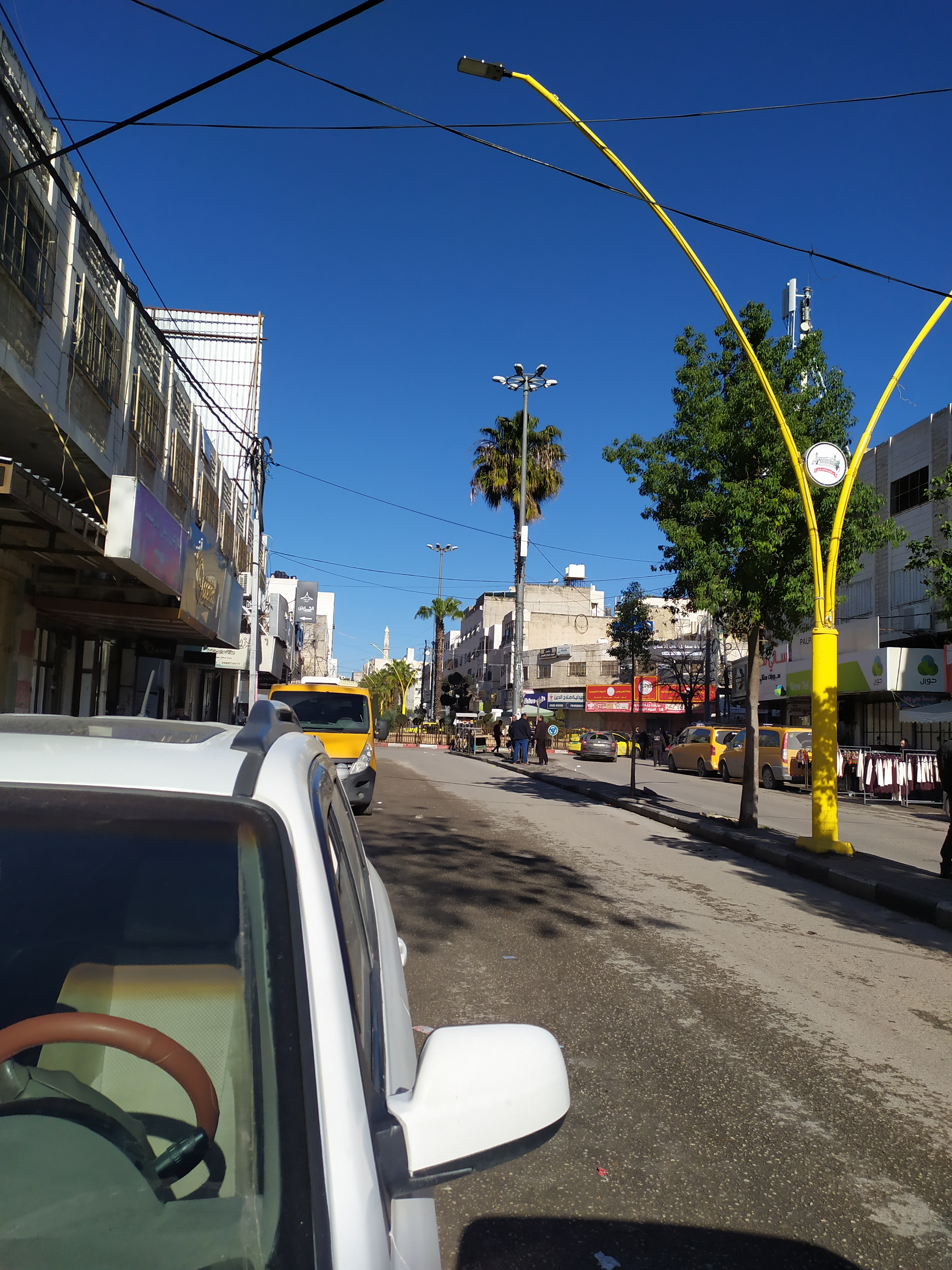
واد التفاح الخليل

تُقسم المدينة إلى البلدة القديمة والجديدة، من أهم الأحياء الجديدة في المدينة:
| - عين سارة - وادي التفاح - حي الرامة - قيزون - نمرة - المسكوبية - البصة - بئر حرم الرامة | - وادي الهرية - حبايل الرياح - مفرق الجامعة - الشعابة - عين بني سليم - ضاحية الزيتون - ضاحية إسكان البلدية - رأس الجورة |

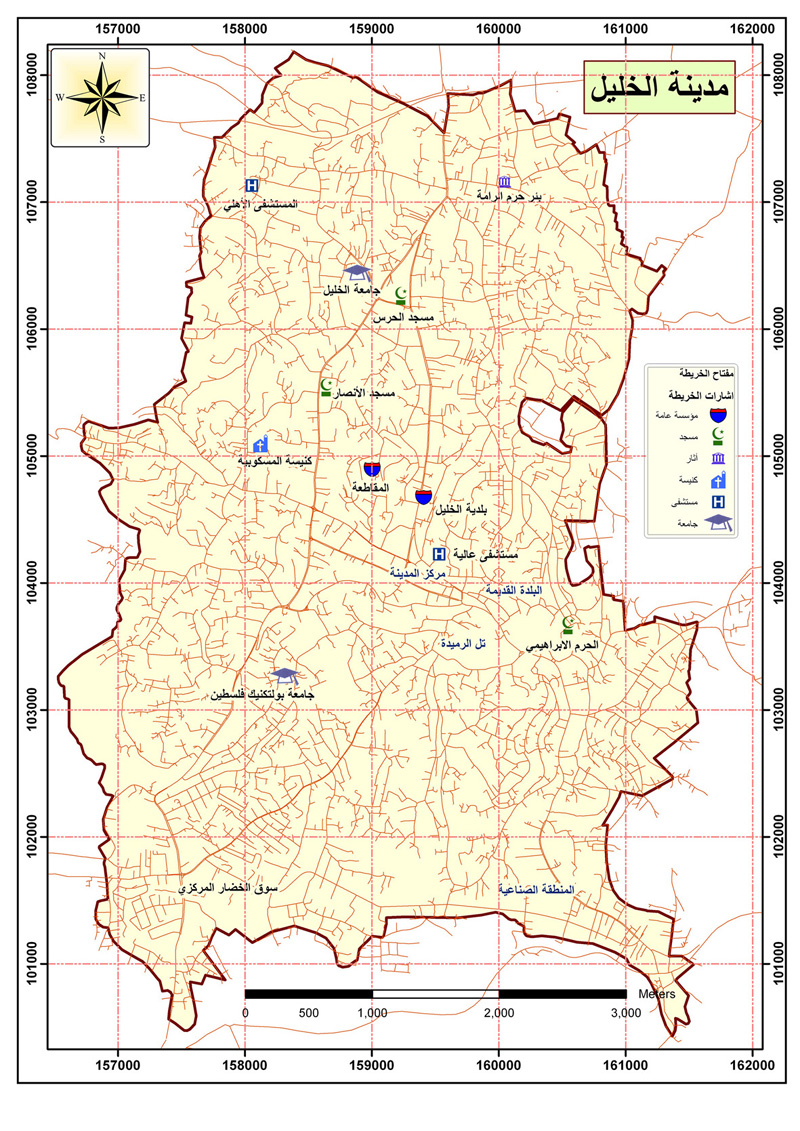
خارطة مدينة الخليل

أما البلدة القديمة فتتميز بعراقتها وأصالتها، ويعود تاريخ مبانيها إلى العهد الأيوبي والمملوكي والعثماني، وتمتاز البلدة القديمة بنظامها المعماري الرائع وفيها العديد من المباني الأثرية والتاريخية والقناطر والأزقة والأسواق القديمة. ومن أهم الأحياء القديمة في المدينة: حي الشيخ علي البكاء، حي القزازين، حي السواكنة، حي القلعة، حي بني دار، حارة العقابة، حي المحتسبيين، حي المدرسة، حي قيطون، حي المشارقة حي الأكراد، حي المشارقة الفوقا، وحي الحوشية.

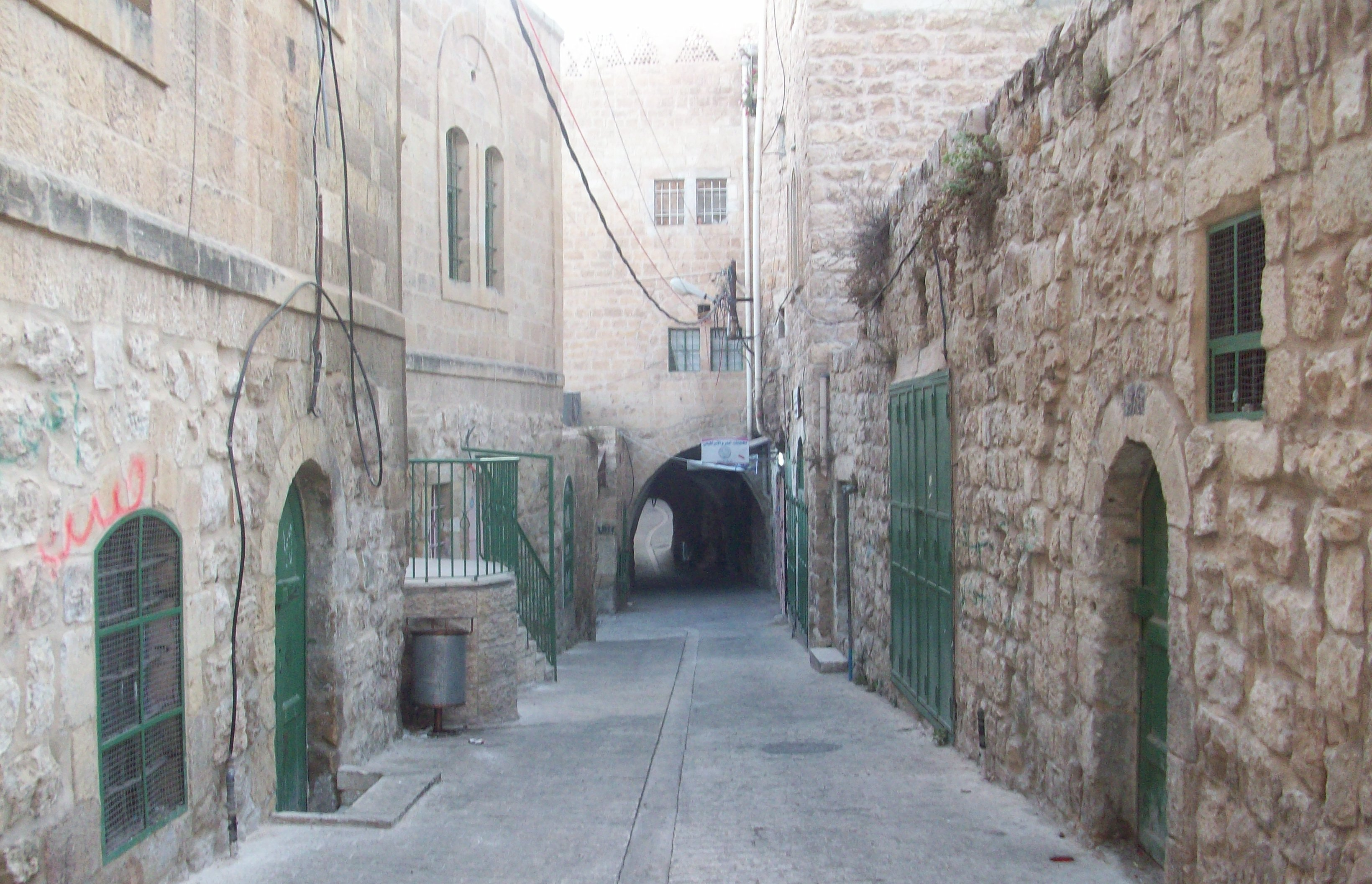
صورة تظهر مباني وشوارع البلدة القديمة في الخليل بعد الإعمار والترميم.

### المناخ
يسود في الخليل مناخ متوسطي معتدل، ذو صيف حار وجاف، وشتاء بارد ممطر. يحل فصل الربيع في أواخر شهر مارس (آذار) وأوائل أبريل (نيسان)، ويعتبر شهرا يوليو (تموز) وأغسطس (آب) أحرّ شهور السنة، حيث يصل معدل درجات الحرارة فيهما إلى 28.9 ° مئوية (84 ° فهرنهايت)، أما أكثر الأشهر برودة فهو يناير (كانون الثاني)، ويصل فيه معدل درجة الحرارة إلى 3.9 ° مئوية (39 ° فهرنهايت).
أما بالنسبة لمعدلات الأمطار فتكون معدومة في بعض الأشهر مثل يونيو ويوليو وأغسطس. بينما يتساقط بين شهريّ أكتوبر (تشرين الأول) وأبريل (نيسان) عادةً، ويبلغ معدل المتساقطات السنوي 589 مليمتراً (23.2 إنش)، وتكون في أعلى معدلاتها في شهري يناير وفبراير حيث يمكن أن يصل مستواها إلى أكثر من 170 ميليمتراً.
| البيانات المناخية لـالخليل   | البيانات المناخية لـالخليل | البيانات المناخية لـالخليل | البيانات المناخية لـالخليل | البيانات المناخية لـالخليل | البيانات المناخية لـالخليل | البيانات المناخية لـالخليل | البيانات المناخية لـالخليل | البيانات المناخية لـالخليل | البيانات المناخية لـالخليل | البيانات المناخية لـالخليل | البيانات المناخية لـالخليل | البيانات المناخية لـالخليل | البيانات المناخية لـالخليل |
| الشهر                        | يناير                      | فبراير                     | مارس                       | أبريل                      | مايو                       | يونيو                      | يوليو                      | أغسطس                      | سبتمبر                     | أكتوبر                     | نوفمبر                     | ديسمبر                     | المعدل السنوي              |
| ---------------------------- | -------------------------- | -------------------------- | -------------------------- | -------------------------- | -------------------------- | -------------------------- | -------------------------- | -------------------------- | -------------------------- | -------------------------- | -------------------------- | -------------------------- | -------------------------- |
| متوسط درجة الحرارة الكبرى °ف | 53.1                       | 55.9                       | 61.0                       | 70.0                       | 77.0                       | 82.0                       | 84.0                       | 84.0                       | 82.0                       | 77.0                       | 57.0                       | 62.4                       | 70.5                       |
| متوسط درجة الحرارة الصغرى °ف | 39.0                       | 39.9                       | 43.0                       | 48.9                       | 54.0                       | 59.0                       | 63.0                       | 63.0                       | 61.0                       | 57.0                       | 48.9                       | 42.1                       | 51.6                       |
| الهطول إنش                   | 5.60                       | 4.50                       | 3.90                       | 1.20                       | 0.10                       | 0                          | 0                          | 0                          | 0                          | 0.90                       | 2.70                       | 4.30                       | 23.2                       |
| متوسط درجة الحرارة الكبرى °م | 11.7                       | 13.3                       | 16.1                       | 21.1                       | 25.0                       | 27.8                       | 28.9                       | 28.9                       | 27.8                       | 25.0                       | 13.9                       | 16.9                       | 21.4                       |
| متوسط درجة الحرارة الصغرى °م | 3.9                        | 4.4                        | 6.1                        | 9.4                        | 12.2                       | 15.0                       | 17.2                       | 17.2                       | 16.1                       | 13.9                       | 9.4                        | 5.6                        | 10.9                       |
| الهطول مم                    | 142.2                      | 114.3                      | 99.1                       | 30.5                       | 2.5                        | 0                          | 0                          | 0                          | 0                          | 22.9                       | 68.6                       | 109.2                      | 589.3                      |
| المصدر: قناة الطقس           |                            |                            |                            |                            |                            |                            |                            |                            |                            |                            |                            |                            |                            |

## السكان

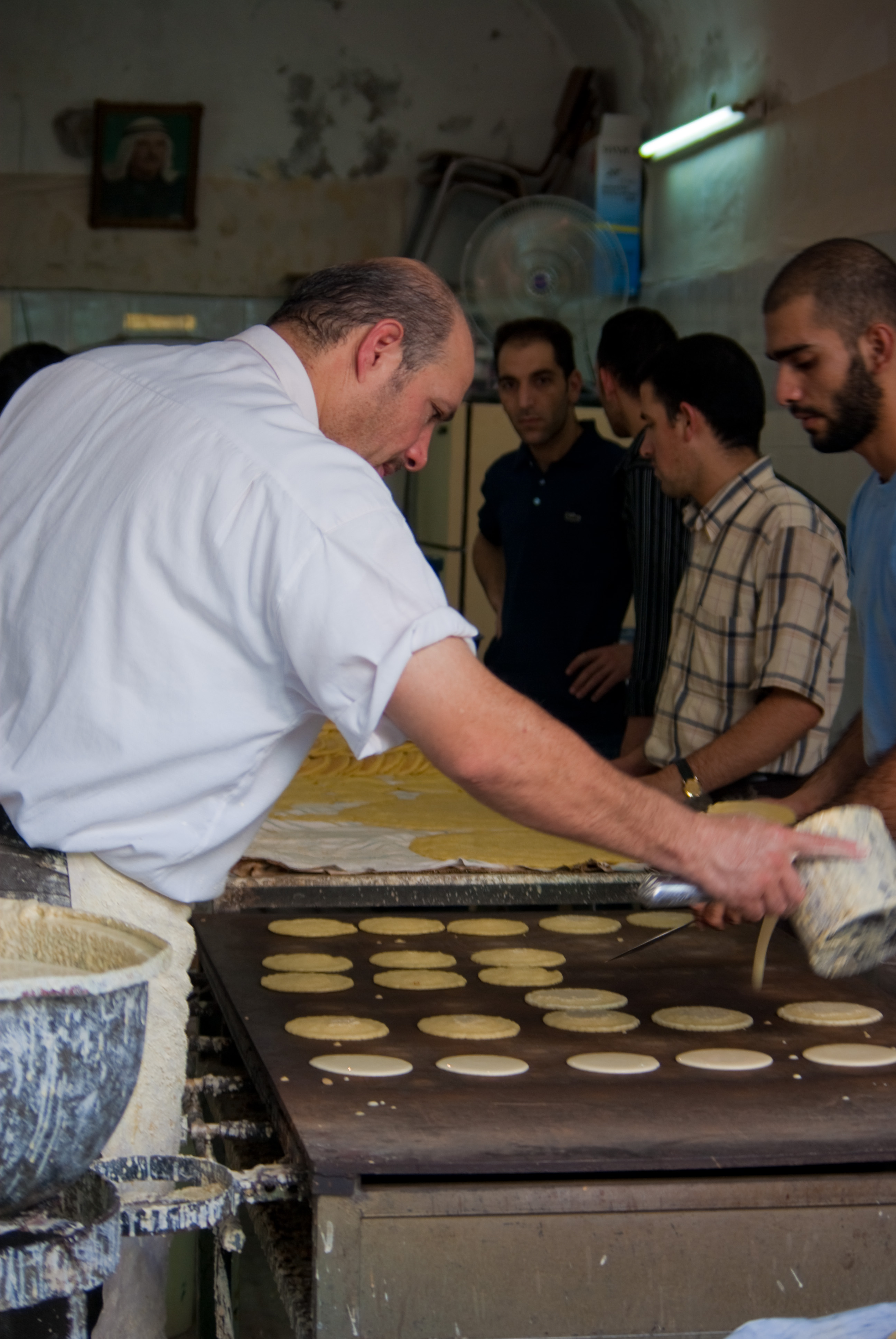
أحد سكان الخليل العاملين في صناعة الحلويات الفلسطينية (القطايف).

الخليل أكبر مدن الضفة الغربية، حيث يبلغ عدد سكانها اليوم 200,000 نسمة (بحسب بلدية الخليل). ويذكر بأن عدد سكان الخليل مع مطلع القرن العشرين كان قد قدر بحوالي 8000 – 10000 نسمة فقط.
وقد بلغ عدد سكانها عام 1922 م حوالي 16,577 نسمة منهم 430 يهودياً وعام 1945 م حوالي 24,560 نسمة وبلغ عدد سكانها عام 1967 م بعد الاحتلال حوالي 38,300 نسمة ارتفع إلى 79,100 نسمة عام 1987 م.
أقامت سلطات الاحتلال أحزمة استيطانية حول المدينة وأنشأت أول مستوطنة هي (كريات أربع) تمهيداً لتطويق المدينة ومحاصرتها جغرافياً وسكانياً ومن أجل هذا الهدف صادرت مساحات واسعة من أراضيها وأقامت مستوطنتين عام 1981م هما مستوطنة (كرمل) وهي من نوع موشاف مساحتها 4 آلاف دونم ومستوطنة (ماعون) وأقامت سلطات الاحتلال حيا يهوديا في قلب المدينة، وبلغت مساحة الأراضي المصادرة من المدينة وما حولها حوالي 72700 دونم حتى عام 1981م وتبلغ عدد المستوطنات المقامة في المحافظة 34 مستوطنة حتى نهاية 1987م ومنها 26 مستوطنة تزيد مساحة الواحدة منها عن 25 دونم.
الجدول الآتي يبين عدد سكان منطقة الخليل في فترات مختلفة:
| السنة | عدد السكان |
| ----- | ---------- |
| 1922  | 16,577     |
| 1931  | 17,531     |
| 1945  | 24,560     |
| 1961  | 37,878     |
| 1982  | 49,364     |
| 1987  | 79,100     |
| 1997  | 119,401    |
| 2005  | 137,878    |
| 2007  | 168,700    |
| 2012  | 200,000    |

وأما الأصول العرقية لسكان المدينة، فبالرغم من وقوع الكثير من القصص العائلية تحت الأساطير التاريخية، إلا أن هناك جزء ليس بقليل من السكان، الذين نعرف أصولهم على وجه اليقين، منها الأصول العربية قبل الإسلامية (قبيلة لخم أجداد التميمية)، وأصول كردية (الأكراد)، وأصول عربية سورية (الجعابرة من قلعة جعبر على الضفاف السورية من نهر الفرات على بعد 35 من مدينة الرقة)، وأصول مغربية، وتركية، كما هاجر إلى الخليل عائلات من مدن فلسطينية مختلفة (القدس وعسقلان، أو من جبل الخليل مثل دورا ويطا على سبيل المثال). وانضم إلى السكان بعد النكبة عام 1948 عددا غير معروف من اللاجئين، الذين سكنوا داخل المدينة واختلطوا بأهلها.

## الاقتصاد

### الزراعة

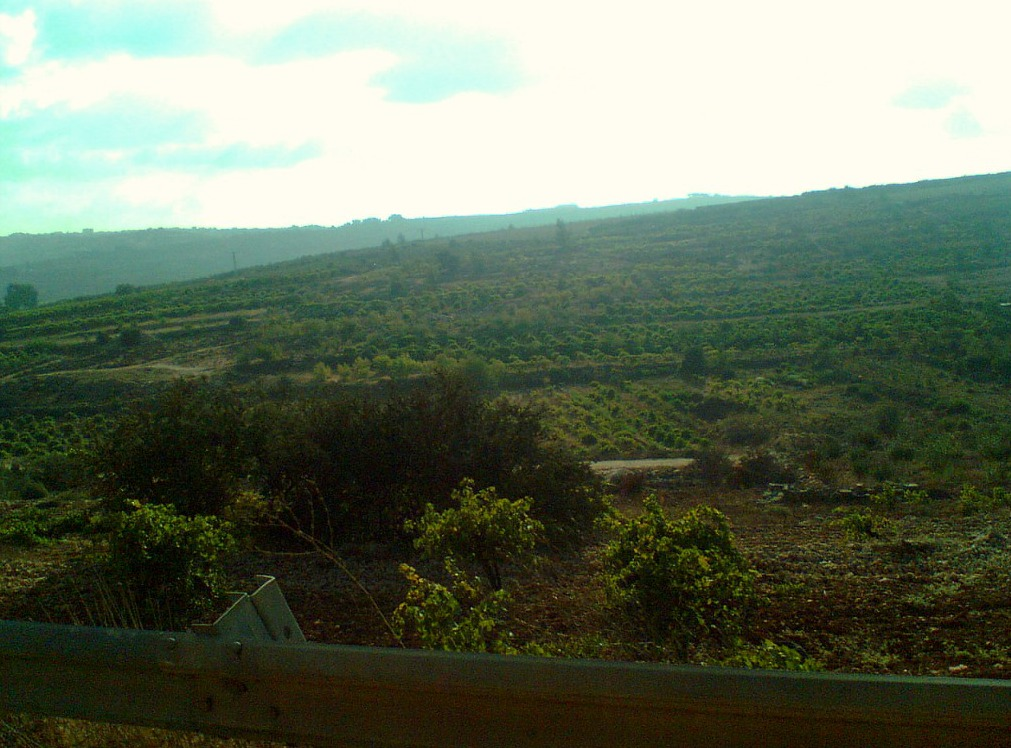
كرومات العنب التي تشتهر بها الخليل كما تظهر في محيط مدينة الخليل.

على الصعيد الزراعي عرفت الخليل منذ القدم بأنها مدينة تحيط بها الأراضي الزراعية من كل جانب واشتهرت في زراعة العنب والتين واللوز والمشمش والزيتون وتزرع الحبوب، والزراعة هي من أهم الحرف التي يمارسها السكان في محافظة الخليل، وهي تمثل موردًا اقتصاديًا هامًا، وقد بلغت المساحة المزروعة 338,400 دونم عام 2006-2007 ومن أهم المحاصيل الزراعية في الخليل الحبوب والخضار، والأشجار المثمرة مثل الزيتون واللوز والعنب والفواكة الأخرى، وتضم الخليل عددًا كبيرًا من الثروة الحيوانية، إذ تشكل 30.2% من جملة هذه الثروة في الضفة الغربية، ومن أهم أنواع الحيوانات الماعز والضأن.

### الصناعة

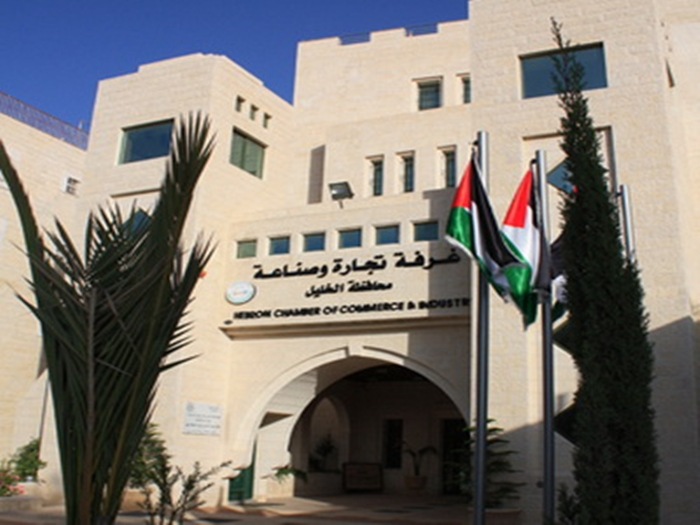
غرفة تجارة وصناعة محافظة الخليل

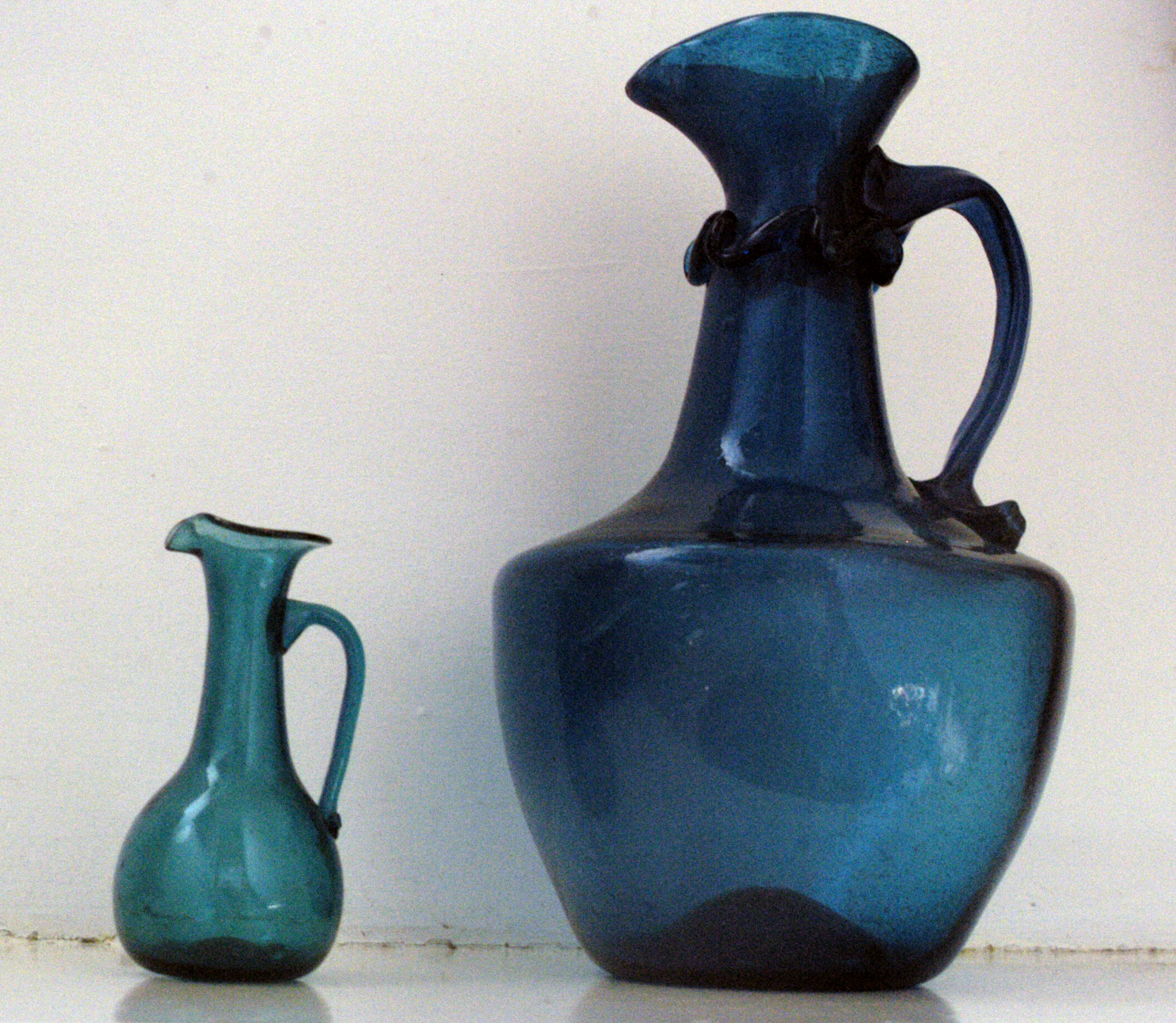
صناعة الزجاج والخزف في الخليل، مستقاة من الحضارة الفينيقية منذ 3000 عام.

مارس سكان الخليل الصناعة منذ القدم، حيث انتشرت الصناعة اليدوية، بل إن بعض حارات الخليل سميت بأسماء هذه الحرف، مثل سوق الحصرية وسوق الغزل وحارة الزجاجيين، ولمحافظة الخليل شهرة في صناعة الصابون ودباغة الجلود وصناعة الأكياس الكبيرة من شعر الحيوان ومعاطف الفرو والفخار والأحذية والنسيج والصناعات الخشبية والخزف والنسيج والهدايا، وحتى عام 1978 ضمت محافظة الخليل أكثر من ثلث الوحدات الصناعية في الضفة الغربية وهي: الصناعات الغذائية، النسيج والملابس، الجلود ومنتجاتها ماعدا الأحذية، الأحذية ما عدا المطاطية الأخشاب ما عدا الأثاث، الورق ومنتجاته، النشر والطباعة، الزجاج، صناعات غير معدنية، صناعات غير حديدية، تصنيع المواد المعدنية ومشتقاتها، صناعة الأدوات الكهربائية.
وتشتهر المدينة أيضًا بكثير من الصناعات المحلية التي تصدر أيضا إلى الخارح بكميات كبيرة وخصوصا إلى الأسواق الأوروبية، ومن أهم الصناعات في الخليل:
- صناعة الزجاج - وتعود إلى تاريخ المدينة القديم وقد تم نطويرها لتواكب التطور الحاضر.
- صناعة الخزف والفخار - وهي أيضا من تاريخ المدينة القديم.
- صناعة الجلود - تستخدم في صناعة الأحذية بشكل كبير حيث يتم تصدير الأحذية إلى عدة دول أهمها: إيطاليا وإسبانيا والأردن ودول الخليج. حيث تعتبر هذه الصناعة من أهم مصادر دخل المدينة.
- صناعة الملابس بكل أنواعها - تجدر الإشارة إلى أن أكبر ثوب في العالم حيك يدويا موجود في مدينة الخليل (وسجل في موسوعة غينيس).
- صناعة الباطون.
- مناشير الحجر والرخام والبلاط - وهي أيضا من أهم مصادر الدخل الاقتصادي للمدينة، حيث تصدر إلى معظم الدول الاوربية والعربية.
- صناعنة الحديد والألمنيوم.
- صناعة الدراجات الهوائية.
- صناعة النايلون
- صناعة الموازين والقبانات القديمة والحديثة.
- صناعة الألبان والمنتجات الغذائية
- صناعة الأثاث المنزلي والسجاد والعطور.

### التجارة

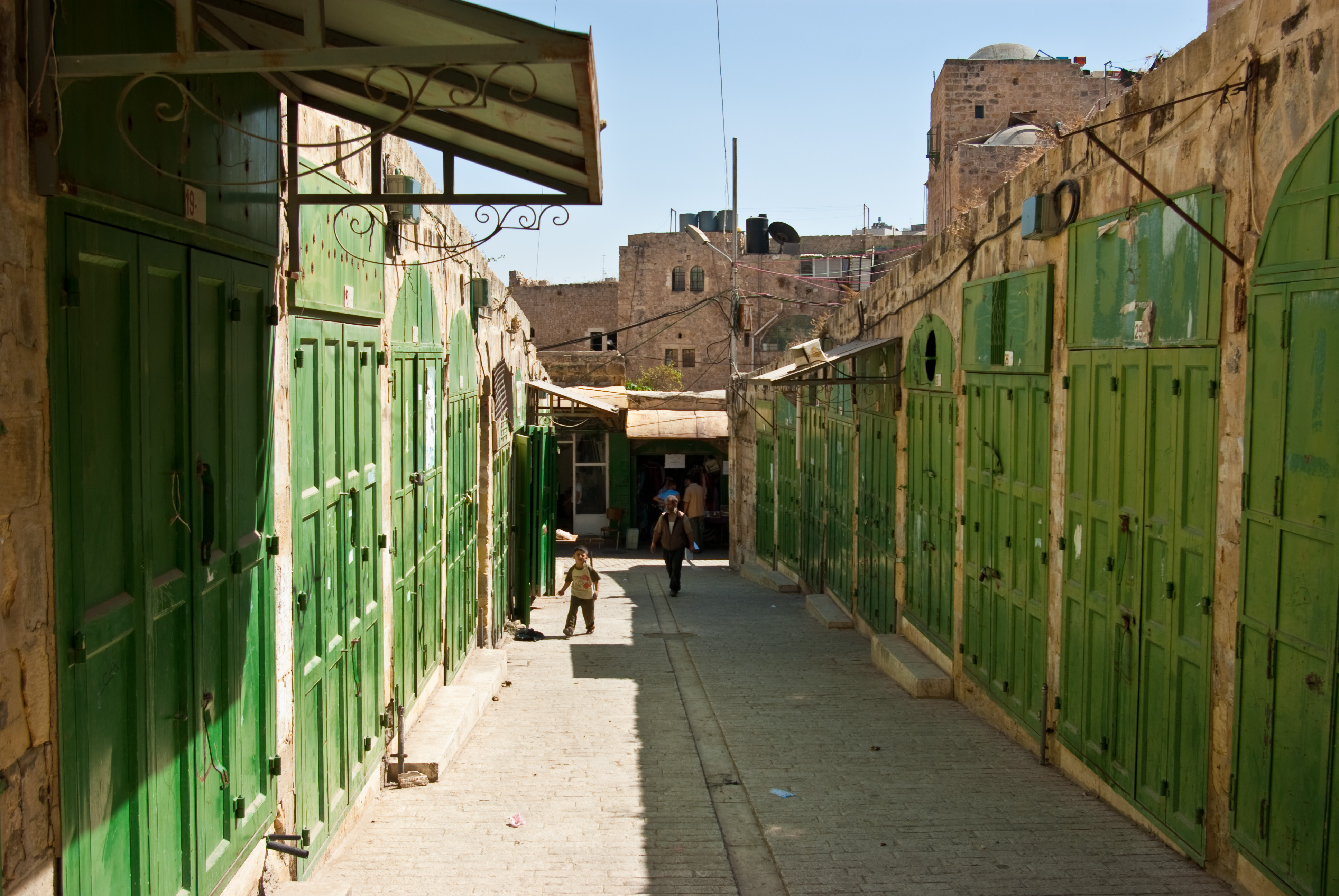
أسواق البلدة القديمة تضررت من إجراءات إسرائيل بعد الانتفاضة الثانية.

تشتهر مدينة الخليل بالتجارة حيث يعتبر أهلها من أمهر التجار في فلسطين، وتنتشر الأسواق في الخليل بكثرة، حتى أنها تعتبر كل المدينة سوق. ولقد حظيت محافظة الخليل بمركز تجاري، إذ يأتي إليها الفلاحون والبدو من المناطق المحيطة بها على الرغم من أنها فقدت نصف قضائها عام 1948، وزادت قوة هذا المركز بعد ارتفاع مستوى المعيشة وتطور وسائل النقل فاتسعت الأسواق المركزية وشملت معظم مساحة المدينة القديمة وبنيت أسواق متخصصة جديدة.
ولقد أغلق جنود الاحتلال الإسرائيلي مؤخرا عدد كبير من المحلات التجارية في الخليل. وتأتي عملية الإغلاق في اطار السياسة التي تتبعها السلطات الإسرائيلية بكل ما يتعلق بوسط الخليل، والقائمة على نظام فصل يهدف إلى حماية البؤر الاستيطانية المتعددة التي أقيمت في هذه المنطقة. هذا النظام يتجسد من خلال الفصل الميداني والقانوني بين المستوطنين الإسرائيليين وبين الغالبية الفلسطينية، المنع الواسع والقيود المفروضة على حركة وتنقل الفلسطينيين والامتناع المنهجي عن تطبيق القانون والنظام على المستوطنين العنيفين الذين يعتدون على الفلسطينيين. وينضاف إلى هذا كله استهداف سكان المدينة الفلسطينيين بأيدي عناصر قوات الأمن. وقد أدت هذه السياسة إلى حدوث انهيار اقتصادي وسط الخليل ورحيل السكان الفلسطينيين بصورة واسعة.

## العمارة والتخطيط الحضري

### التخطيط

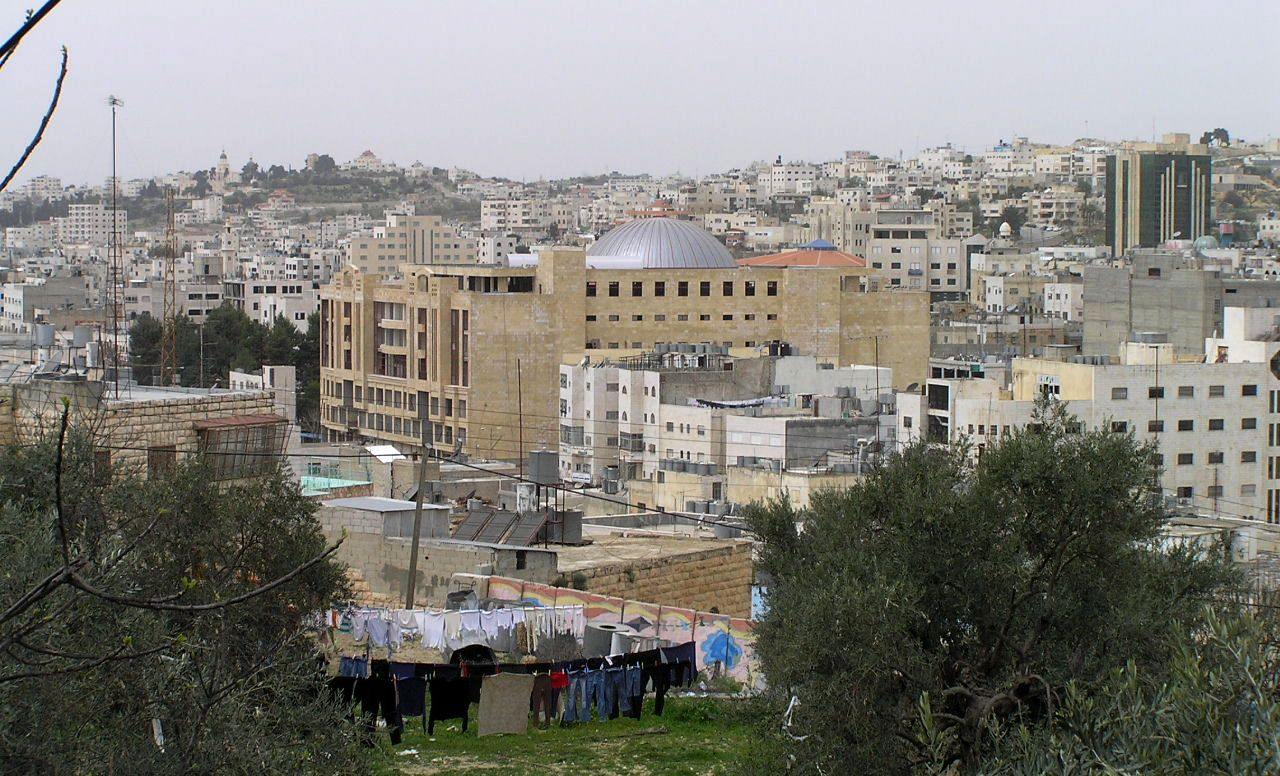
منظر عام في وسط الخليل

ما كان شارع رئيسي في المركز التجاري لمدينة الخليل، مغلق للفلسطينيين منذ عام 2000. أغلق الجيش الإسرائيلي جميع الدكاكين وأبواب المنازل. يستعمل الشارع فقط لعبور المستوطنين. في تاريخ 25.12.06 أصدر المستشار القضائي للجيش الإسرائيلي في الضفة الغربية قرار انه: تم إغلاق الشارع بالخطأ وانه لا يوجد لذلك مبرر قانوني ويجب عدم منع حركة الفلسطينيين في الشارع. رغم قرار المستشار القضائي بأن إغلاق الشارع غير قانوني إلا أن الجيش الإسرائيلي ما زال يمنع الفلسطينيين من العبور في شارع الشهداء.
ومن الشوارع المهمة شـارع عين ساره حيث يقع فيه مبنى البلدية؛ وأهم ملعب كرة قدم في المدينة ملعب الحسين والعديد من المدارس والمباني الحكومية. كما تقع فيه أيضًا مغارة عيـن سارة وهي مغارة صغيرة وفيها نبع ماء، حيث يعتقد بان سكان المدينة كانوا يستعملوها للإستحمام فيها، بمن فيهم سارة زوجة إبراهيم، لهذا نسب الاسم لها.
ومن أهم الشوارع الأخرى: باب الزاوية (مركز المدينة)، رأس الجورة (مدخل المدينة)، عين خير الدين، الجوزات، حارة الشيخ، حارة أبو سنينة، خلة أبو مجنونة، حبايل الرياح، شارع السلام، جبل نمرة، واد الهرية، حارة القزازين، الشلالة، المحاور، جبل جوهر، الكرنتينه، قيزون، الشعابة، فرش الهوى، قرن الثور، واد التفاح القديم (شارع رئيسي)، واد التفاح الجديد (شارع رئيسي)، بئر الحمص، ضاحية الرامة، خلة حاضور، خلة بطرخ، شارع المدارس، شارع العدل (شارع رئيسي)، الحرس، الفحص (المنطقة الصناعية)، ضاحية الزيتون، ضاحية اسكان البلدية، سوق اللبن، عيصى، سنجر، واد الجوز، ننقر، جبل الشريف، جبل سنداس، وادي أبو اكتيلة، تل الرميدة (منطقة اثرية)، حي الجامعة (جامعة الخليل)، شارع عثمان بن عفان (شارع رئيسي يربط جنوب الخليل بشمالها ويمتد حتى يصل احياء قيزون، حي الرامة وصولا إلى رأس الجورة (وهو مغلق حاليا أمام حركة السكان الفلسطينيين ويستخدمه المستوطنون للوصول من مستوطنة كريات أربع إلى الحرم الإبراهيمي)، شارع واد النصارى أو شارع بيار المحاور وهو شارع يربط شارع الكسارة من الشرق بشارع عثمان بن عفان من الغرب وهو مغلق حاليا أمام حركة السيارات الفلسطينية ويستخدمه مستوطنو كريات أربع للوصول إلى الحرم الإبراهيمي مشيًا على الأقدام في أيام السبت)، حي واد الحصين، حي واد النصارى، حي الراس.

### الهوية المعمارية

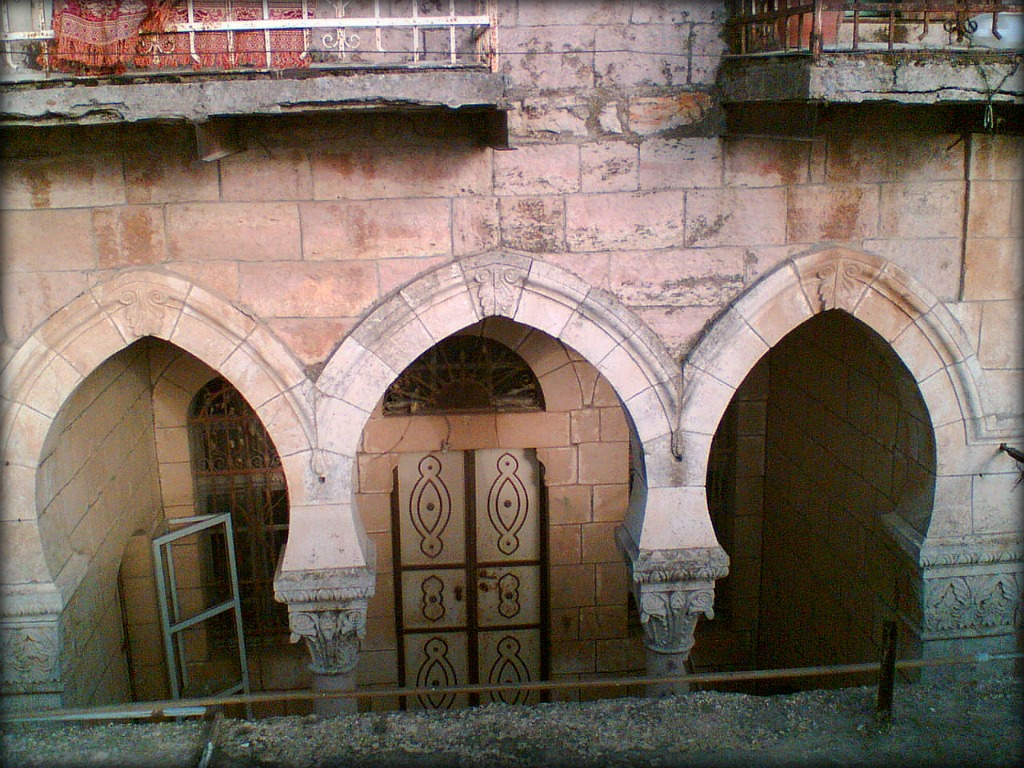
أحد البيوت العربية القديمة في الخليل.

وتعتبر الخليل من المدن التي حافظت على استمرارية الإستقرار البشري على مر العصور بالرغم من عمليات التدمير والتهجير لقدسيتها المميزة وموقعها الإستراتيجي بالإشارة إلى منطقة تل الرميدة ونمرة والبلدة القديمة. للمباني العامة كالمدرسة القيمرية والفخرية والسلطان حسن والحمامات كحمام إبراهيم الخليل وحمام داري وحمام البركة وحمام كاتبة بدر وحمام الشيخ بدير وقنوات المياه والبرك والأسبلة كسبيل الطواشي وصحن الحرم وسيف الدين سلار وسبيل وقناة العين الحمراء والرباطات والتكية والزوايا ومسجد ابن عثمان ومسجد القزازين.
تشكيل المباني السكنية للأحواش الصغيرة والكبيرة واتصالها معا والمباني السكنية كمسكن آل سلهب ومجمع الحرباوي ومسكن آل شاهين ومسكن قصر الدويك ومسكن آل الإمام ومواد البناء من حجارة وفخار وجير ورماد ومخلوط الرماد والشيد -القصرمل- والأخشاب وبقايا الزيوت -الزيبار- وطرق إنشاء المباني من أساسات وجدران وأسقف، والحرف التقليدية في مدينة الخليل من صناعة الزجاج والفخار والخزف ودباغة الجلود وتبييض النحاس وحرفة النجارة والحدادة والغزل والنسيج ومعاصر زيت الزيتون والسمسم والحفظ بالتجفيف والتمليح والسكر وصناعة طحن الحبوب.
لقد جاءت فكرة تأسيس لجنة إعمار الخليل القديمة عام 1996 لمعالجة مشاكل الإسكان والمساكن والمشاكل الاجتماعية وبناء علاقات محلية ودولية وتوثيق الموروث الثقافي والإشراف والترميم وعمل مخططات الحفاظ على البلدة القديمة وإشغال المباني والخدمات الاجتماعية والمتابعات القانونية والصدامات المتكررة مع الجيش والمستوطنين والأوامر العسكرية التي تمنع الترميم.

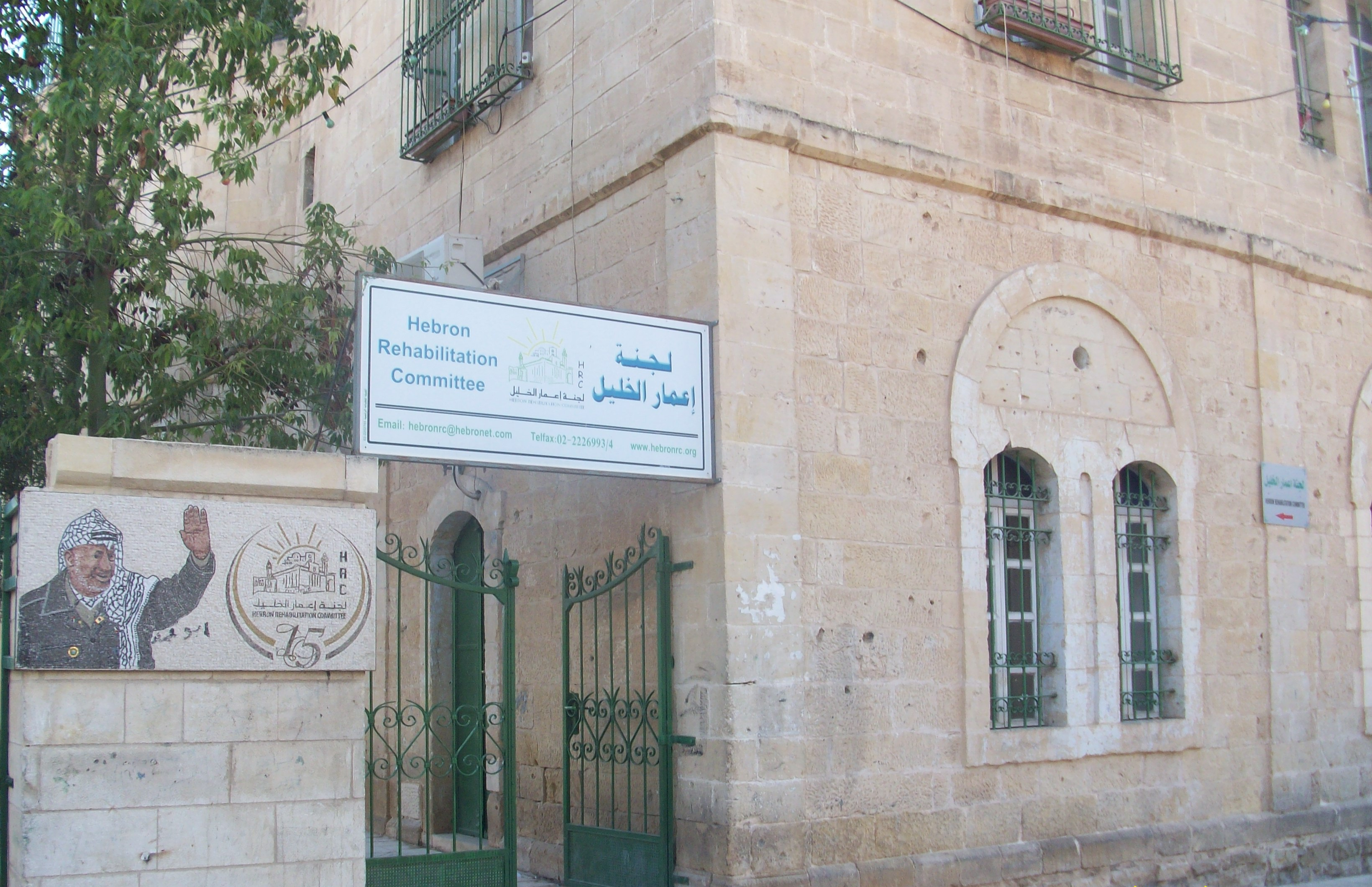
مبنى لجنة إعمار الخليل في البلدة القديمة

يشار بالذكر إلى أن هناك مذكرة أعدتها بلدية الخليل من أجل ترشيح البلدة القديمة على لائحة التراث العالمي لليونسكو، حمايةً للمعالم الأثرية التي قامت إسرائيل بتغيير بعضها، أو بضم البعض الآخر إلى قائمة التراث اليهودي الخاص بها.

## معالم المدينة

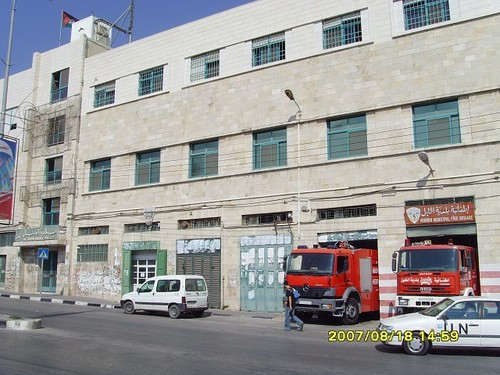
مبنى بلدية الخليل

تضم الخليل مجموعة من المعالم الدينية والتاريخية والسياحية التي تشجع السياح على زيارة المدينة، وخاصة البلدة القديمة، حيث توجد بها مجموعة من المعالم السياحية والأبنية التاريخية المهمة مثل المسجد الإبراهيمي، إلى جانب وجود مجموعة من المتاحف أهمها: متحف الخليل، وتوجد فيها مجموعة من المنتزهات والحدائق العامة أهمها: منتزه الكرمل.
ومن خلال دراسة الاكتشافات الأثرية في منطقة الخليل وقضائها، من حيث خصائصها ومميزاتها ومواصفاتها والمادة الخام المستخدمة وطبيعة الرسومات، تبين أن الكنعانيين هم أول من استوطن المنطقة أقاموا فيها الكثير من مدنهم وقراهم، وبنوا الخليل القديمة، وقد بقى من هذه المدينة القديمة بعض الآثار التي تدل على مكانها. كما تحوي اثارا رومانية وبيزنطية وأموية وصليبية ومملوكية وعثمانية.
ومن خلال البحث بمورفولوجيا البلدة القديمة بالخليل من حيث هيئة العمران وتخطيط المدينة وحاراتها، يمكن تقسيمها إلى الحارات التالية: حارة القزازين وحارة السواكنة وحارة بني دار وحارة العقابة وحارة القلعة وحارة الحوشية وحارة المحتسبية وحارة مدرسة المعارف وحارة الأكراد وحارة اليهود وحارة المشارقة بالإضافة إلى الحارات المنفصلة عن البلدة القديمة كحارة قيطون وحارة الشيخ علي بكا. أما الأسواق، فهناك: سوق البازار وسوق الخواجات وسوق الخضار وسوق السكافية وسوق اللبن وسوق المغاربة وسوق القزازين.
بعد احتلال المدينة من قبل إسرائيل في عام 1967 م شرع المستوطنون اليهود بالاستيطان في محيط المدينة ثم في داخلها حيث يوجد حاليِا خمس مواقع استيطانية يهودية، مما أثر على وضع المدينة السياحي بشكل سلبي إلى حد كبير.
| المسجد الإبراهيمي يطلق عليه البعض اسم الحرم الإبراهيمي الشريف. اشترى النبي إبراهيم مغارة المكفيلة من حاكم المدينة عفرون بن صوحر الحثي واتخذ منها مدفنًا له ولأسرته من بعده وبموجب ذلك دفن فيها هو وزوجته سارة كما دفن فيها إلى جانبه، اسحق، يعقوب وزوجاتهم. وفي العهد الروماني بنى القائد هيرودوس الأدومي حول المدفن سوراً ضخمًا لحمايته من التعديات يعرف بالحير حيث بني بحجارة ضخمة يزيد طول بعضها على سبعة أمتار بارتفاع يقارب المتر ويصل ارتفاع البناء في بعض المواضع إلى ما يزيد عن خمسة عشر متراً. مع انتشار المسيحية في عهد الإمبراطورية الرومانية اتخذ من المكان وحرمه كنيسة دمرت على أيدي الدولة الفارسية الوثنية ابان احتلال فلسطين عام 614 ميلادي. وفي عهد خلافة بني أمية أعيد إعمار السور الأدومي كما رفعت شرفاته العلوية مع السقف وظلت مقامات الأنبياء بالقباب وفتح باب في الجهة الشرقية واتخذ مجددا في عهد الخليفة العباسي المهدي. |
| بركة السلطان تقع وسط مدينة الخليل إلى الجنوب الغربي من المسجد الإبراهيمي، بناها السلطان سيف الدين قلاوون الألفي الذي تولى السلطة على مصر والشام أيام المماليك بحجارة مصقولة وقد اتخذت شكلا مربعا بلغ طول ضلعه أربعون مترا تقريبا. |
| متحف الخليل يقع في حارة الدارية قرب خان الخليل وكان في الأصل حماما تركيا عرف باسم حمام إبراهيم الخليل وبقرار من الرئيس ياسر عرفات حول إلى متحف البلوطة. |
| كنيسة المسكوبية تقع في حديقة الروم الأرثوذكس غربي المدينة بنيت في مطلع القرن الماضي مساحتها 6002 م مبنية من الحجر على أرض مساحتها 70 دونما وهي الموقع الوحيد الخاص بالمسيحيين في المدينة. |
| رامة الخليل يُطلق عليها أيضا بئر حرم الخليل، كانت تقوم في ضوء المنطقة قديما بلدة تربينتس وهي تقع بالقرب من مدخل مدينة الخليل الشمالي الشرقي وعرفت المنطقة في عهد الإمبراطور الروماني هدريان (117-138 ميلادي) كمركز تجاري مهم حجارة بنائه مماثلة لحجارة المسجد الإبراهيمي لم يتبق منها سوى ثلاث مداميك في بعض المواضع ويوجد في المنطقة الجنوبية للموقع بئر مسقوف بني بالحجارة إلا أن السقف محطم في بعض المواضع وبالقرب من البئر توجد أحواض حجرية صغيرة تستخدم لسقي الحيوانات. |
| المقدسية تقع بالقرب من كنيسة المسكوبية على جبل الجلدة وهي شجرة ضخمة يرجح بأن عمرها يزيد عن خمس آلاف سنة لا يسمح لأحد بالدخول إليها حفاظًا عليها |
| التكية الإبراهيمية أو «تكية إبراهيم»، وهي جمعية خيرية تقع بالقرب من المسجد الإبراهيمي تقدم الطعام المجاني للفقراء والأسر المحتاجة على مدار العام وخصوصًا في شهر رمضان، ما جعل مدينة الخليل تكتسب شهرة واسعة بأنها «المدينة التي لا تعرف الجوع أبدًا». يعود عمر هذه التكية منذ العام 1279م، حين أنشأها السلطان قالون الصالحي في زمن صلاح الدين الأيوبي. ويقول أهالي الخليل إن تاريخ التكية (الزاوية) يعود إلى عهد النبي إبراهيم الذي وُصف بأنه «أبو الضيفان» حيث كان لا يأكل إلا مع ضيف كما كان يقدم الطعام لعابري السبيل من ذات المكان الذي توزع فيه التكية الطعام هذه الأيام. |
| مسجد ابن عثمان يقع بالقرب من سوق السكافية والمربعة بالبلدة القديمة في أول حارة العقابة وفي الطريق المؤدي إلى المسجد الإبراهيمي، وهو أقدم مساجد المدينة بعد المسجد الإبراهيمي وتلحق به مطهرة (ميضأة) المسجد. |
| منتزه الكرمل تم انشاؤه على أراضي بيت كاحل، مقابل مشتل ويانبيع وادي القف، وفيه يوجد مسبح كبير بمواضفات أولمبية. |

## التعليم
تحتل محافظة الخليل مرتبة متقدمة في نسب التعليم بالأراضي الفلسطينية، حيث أن المعدل العام للأمية في الأراضي الفلسطينية هو 5,8% (وهو كما معروف من أقل النسب عربياً).
ويواجه التعليم في الخليل مجموعة من التحديات، إضافة إلى أن مؤسساتها التربوية تتميز بخاصية أيضا تختلف عن باقي المؤسسات التربوية في المناطق المجاورة.
وقد تم مؤخرًا افتتاح مشروع تحسين جودة برامج التعليم في العلوم الاجتماعية للمرحلة الأساسية العليا للصفوف الخامس - العاشر.

### التعليم المدرسي
ويوجد في المدينة العديد من المدارس لمختلف المراحل الدراسية؛ حكومية، أهلية، ووكالة. وفيها عدد من المعاهد وكليات المجتمع وفيها جامعة بولتكنيك فلسطين ومعهد العروب وفيها جامعة الخليل تأسست عام 1971. وقد بلغ عدد الأبنية المدرسية في مديرية التربية والتعليم في الخليل في عام 2011 ما يزيد عن 132 مدرسة ينتظم فيها 66 ألف طالبًا وطالبة موزعين في مدارس وسط المدينة وفي المنطقة الجنوبية، وكذلك في قرى تفوح وبيت كاحل وترقوميا، كما أن هنالك 36 مدرسة تقع في منطقة H2 والتي تخضع للسيطرة الإسرائيلية الكاملة وهي الأكثر تضرراً فيما يخص الأبنية المدرسية بسبب منع الاحتلال مديرية تربية الخليل بناء الطوابق والمدارس في تلك المنطقة، وتواجه مديرية تربية الخليل ازدياد سنوي كبير في أعداد الطلبة الملتحقين بنظام التعليم الحكومي، مما يؤدي إلى اكتظاظ في الصفوف الدراسية.

### التعليم العالي
- جامعة الخليل.[106]
- جامعة بولتكنيك فلسطين.[107]
- كلية العروب التقنية (العروب).
- جامعة القدس المفتوحة.

## الثقافة

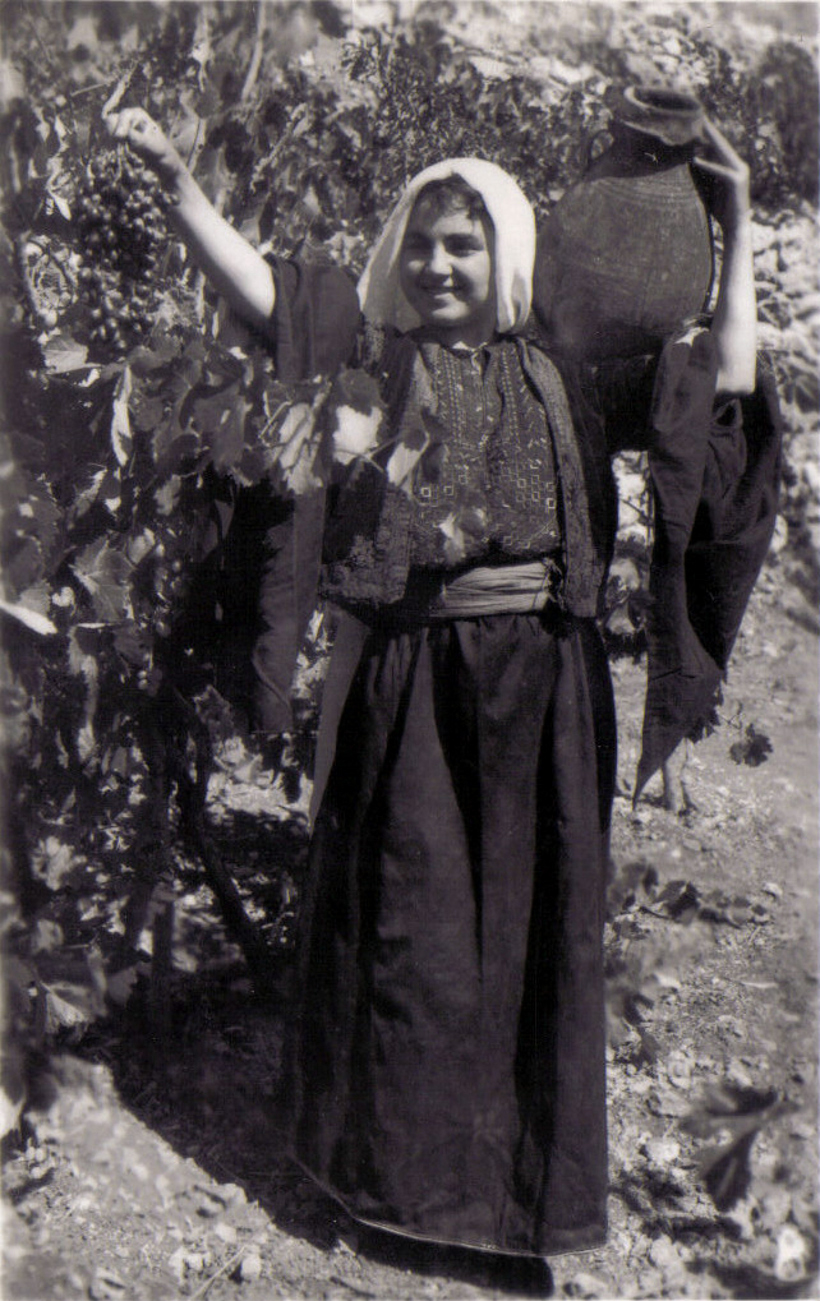
سيدة فلسطينية من الخليل، ترتدي الأزياء الفلسطينية عام 1947.

شكلت الثقافة جزءًا من هوية سكان منطقة الخليل منذ زمن بعيد، والتي كانت في الأغلب ثقافة تعبر عن الاقتصاد الفلسطيني، ويظهر الاختلاف بشكل واضح في اللكنة أو للهجة التي تميز سكان هذه المنطقة عن باقي اللهجات الفلسطينية بقلب القاف إلى ألف، كما تمتاز اللهجة الخليلية بطول النغمة الموسيقية والكلمات بها. أما بالنسبة للزي التقليدي، فيتميز في منطقة الخليل وجنوب الضفة الغربية عن غيره من الأزياء الفلسطينية الأخرى ببساطته ولونه الأحمر والأبيض المقلم. كما توجد في الخليل مجموعات شبابية متعددة تهتم بالأدب والثقافة الفلسطينية والعربية، ومن أهمها الندوة الثقافية في الخليل.

### الأكلات الشعبية

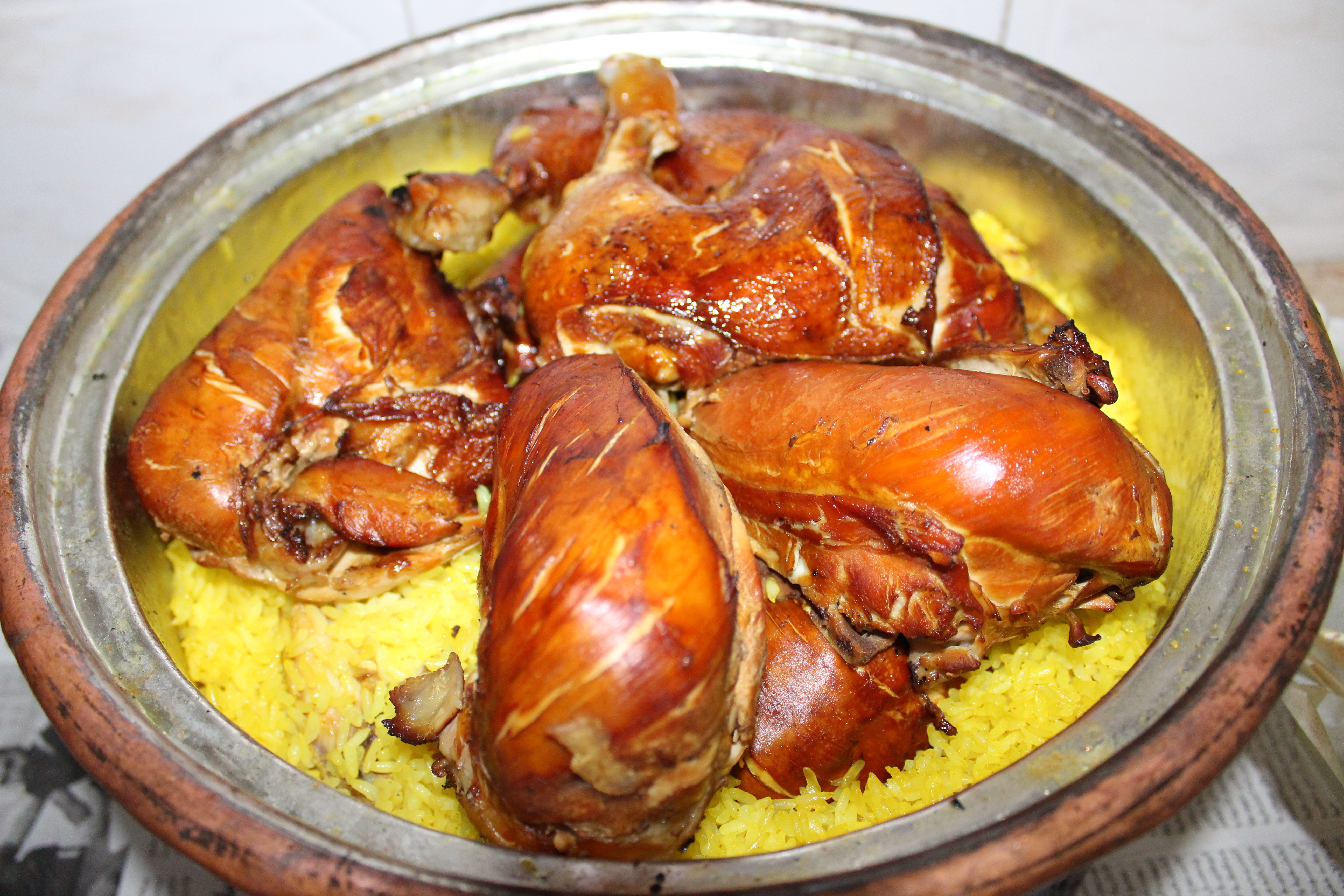
القدرة الخليلية، من أهم الأكلات التي تشتهر بها مدينة الخليل.

تشتهر مدينة الخليل بكروم العنب، والتي بدورها دخلت في كثير من طعامهم، فيصنعون منه الدبس والعنطبيخ (مربى العنب) (عنب طبيخ، ويسمونه في القضاء عنبية) والخبيصة والملبن المشهور والراووق (الراووء) والبوء سما والزبيب ومخلل الحصرم.
كما تشتهر بمنتجات الألبان وخاصة اللبن المخيض واللبن الجميد ذائع الصيت من قرى الخليل والذي يعتبر بحق من أفضل أنواع الجميد ولذلك اشتهرت الخليل بأكلة اللبن المعقود والمنسف الفلسطيني الأصل، وكذلك الجبنة البيضاء المغلية التي تؤكل مع العنب أو البطيخ أو الخيار أو مقلية محمرة أو تنقع في الماء لإزالة ملوحتها واستعمالها في الحلويات كالكنافة والقطايف.
ومن أهم الأكلات التي تشتهر بها مدينة الخليل (القدرة الخليلية)، وهي عبارة عن الأرز مع قطع لحم الخروف البلدي أو الدجاج والسمنة البلدية تطبخ في قدر نحاسي مع بعضها البعض في الفرن الشعبي، بالإضافة إلى المنسف والمقلوبة والمجدرة.

## الرياضة
يلعب في الخليل عدة أندية رياضية سواء في كرة القدم أو كرة السلة أو رياضات أخرى كالفروسية، منها: الخليل الرياضي، أهلي الخليل، خليل الرحمن، وشباب الخليل - الذي يُعد أقدمها وأقدم الأندية الفلسطينية على الإطلاق (تأسس عام 1943م). شارك بعض هذه الأندية في بطولات كرة القدم في الضفة الغربية (الدوري الأردني) قبل عام 1967، وتشارك اليوم في بطولة كأس فلسطين.
وتحوي الخليل ملعبًا يتسع لحوالي 15 ألف متفرج، وهو ملعب الحسين بن علي، تم إعادة تدشينه في عام 2009م بعد افتتاحه لأول مرة في أربعينيات القرن الفائت. كما تحوي فيها أكبر صالة رياضيه في فلسطين، تم افتتاحها سنة 2011م من خلال مباراة بكرة السلة جمعت بين فريق فلسطيني وفريق إسباني.

## الصحة

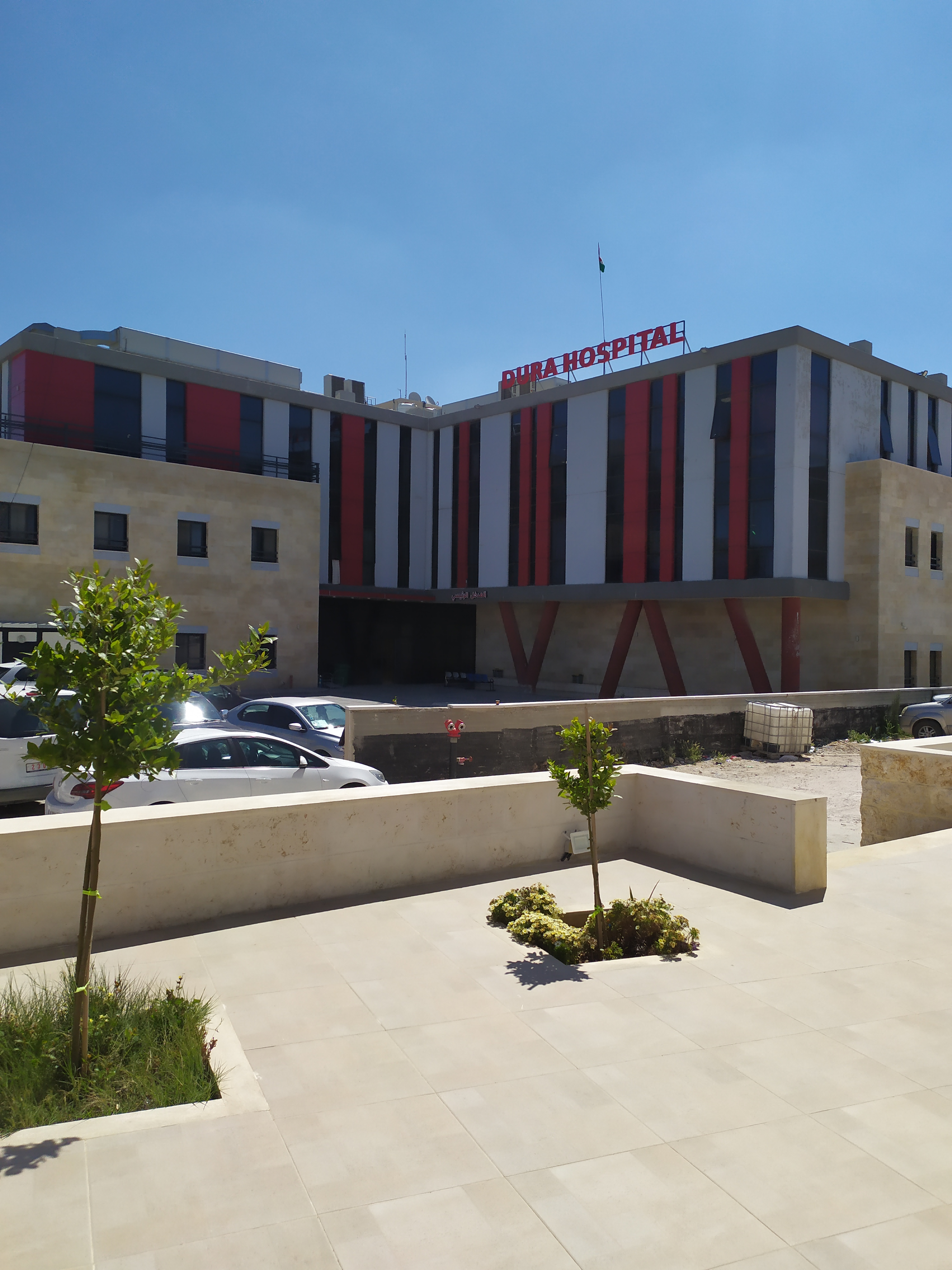
مبنى مستشفى دورا الحكومي،دورا

على الصعيد الصحي في المدينة 3 مستشفيات وهي مستشفى الأميرة عالية ويحتوي على 100 سرير، ومستشفى خليل الرحمن والمستشفى الأهلي التابع لجمعية أصدقاء المريض، بالإضافة إلى العديد من العيادات الصحية وعددها في المحافظة 37 عيادة.
- مستشفى الأميرة عالية الحكومي.
- مستشفى محمد علي المحتسب الحكومي.
- المستشفى الأهلي، التابع لجمعية أصدقاء المريض.
- مستشفى جمعية الهلال الأحمر الفلسطيني – فرع الخليل.

- مستشفى الميزان التخصصي.

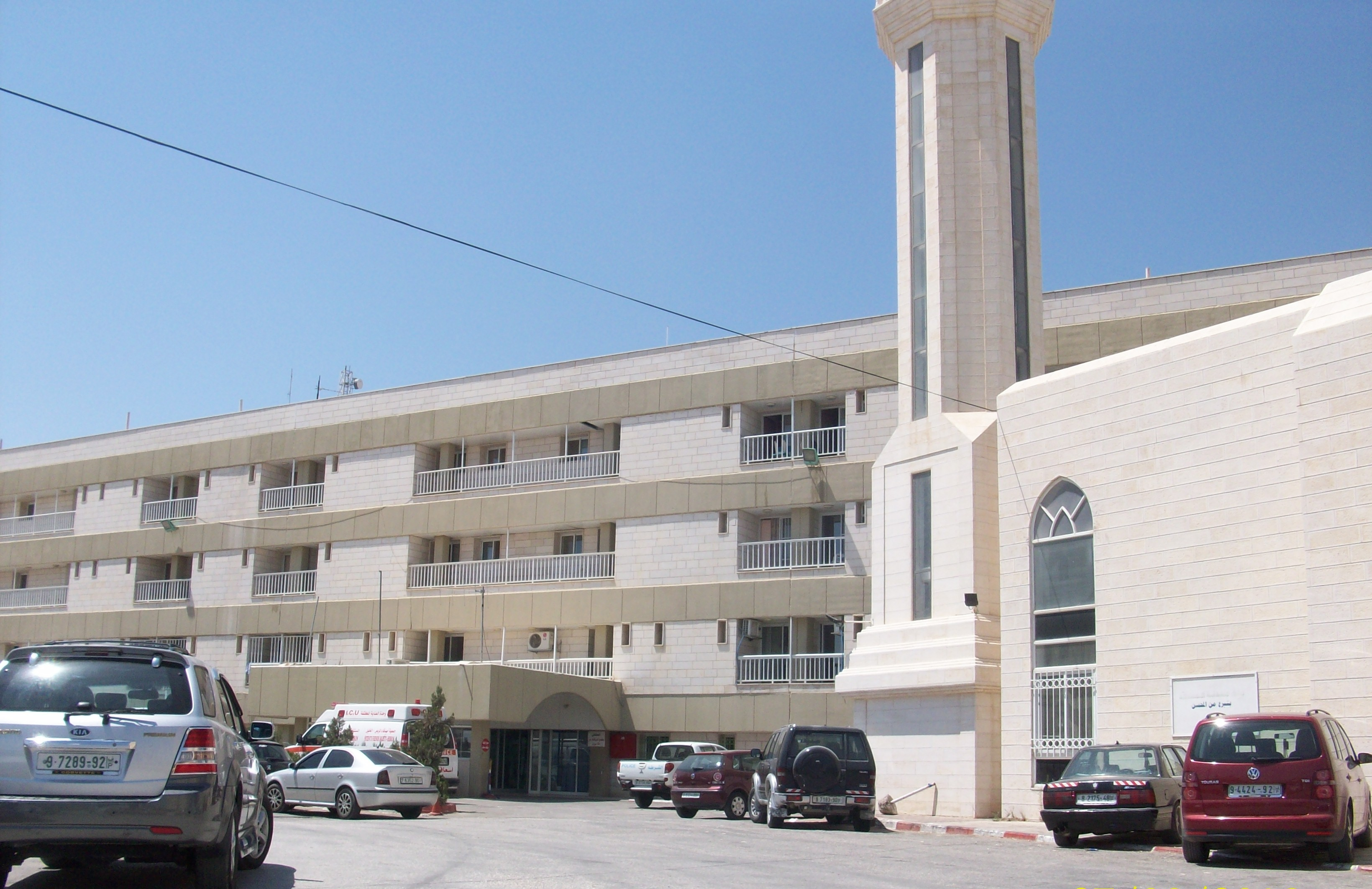
مبنى المستشفى الأهلي في مدينة الخليل

- مستشفى «سان جون» للعيون. (فرع الخليل، تابع لمستشفى «سان جون» في القدس).
- مستشفى أبو الحسن القاسم الحكومي في يطا.
- مستشفى دورا الحكومي في دورا.
- مستشفى الرئيس محمود عباس الحكومي في حلحول.
- مستشفى شهيرة للولادة في حلحول.

بالإضافة إلى العديد من العيادات الصحية وعددها في المحافظة 37 عيادة.

## الخليل تحت الاحتلال

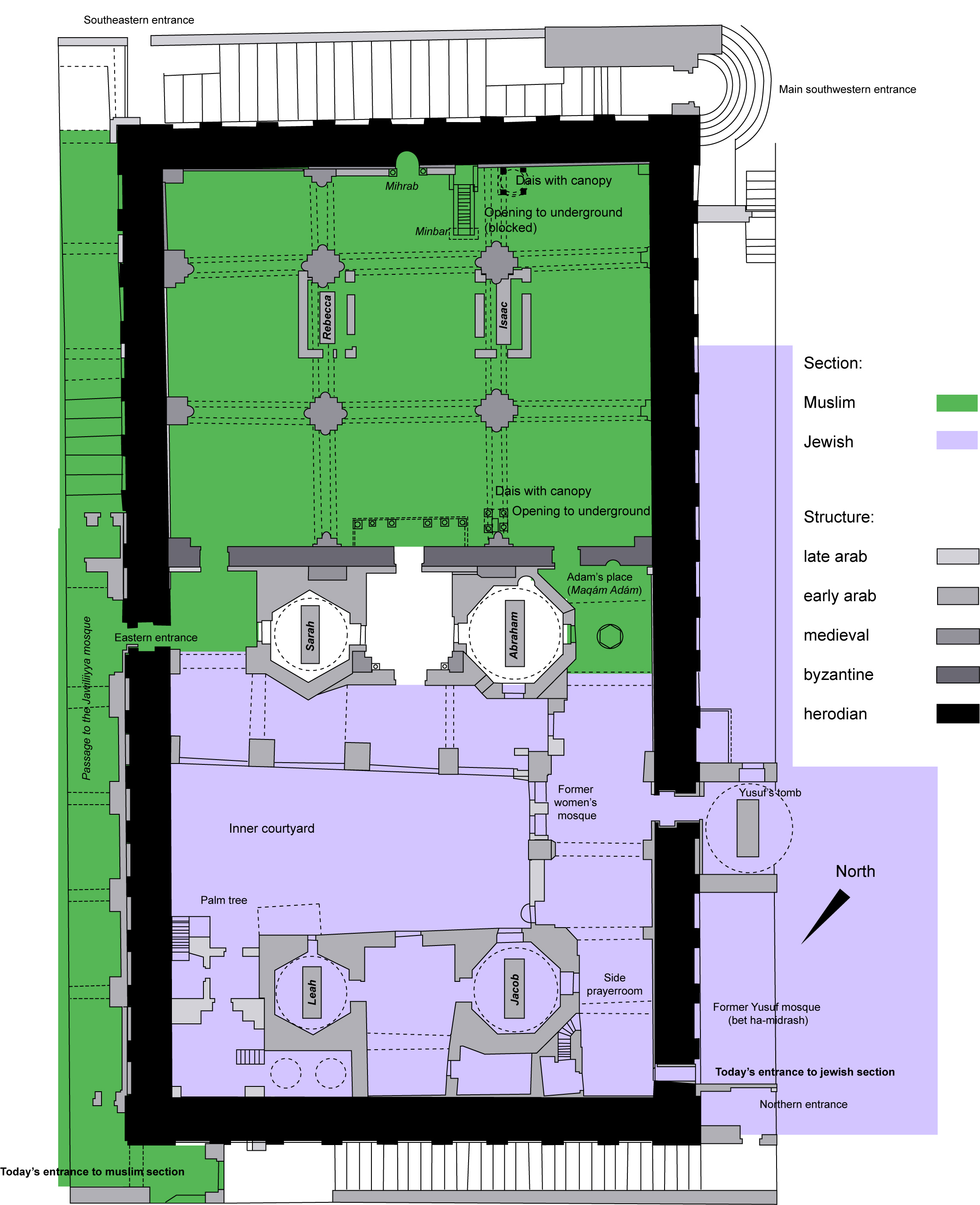
خارطة تبيّن تقسيم المسجد الإبراهيمي بين المسلمين(باللون الأخضر) واليهود(باللون الرمادي)

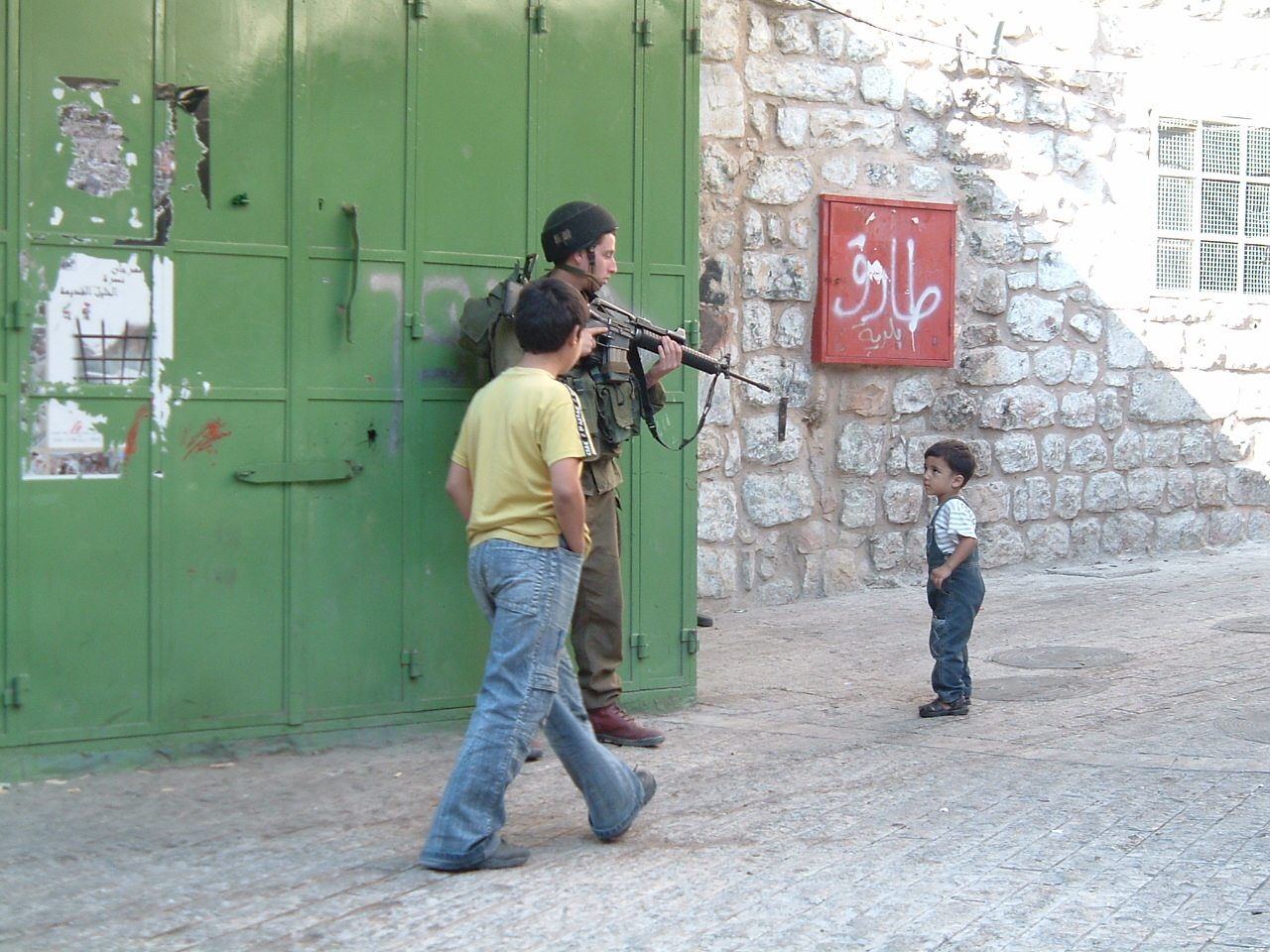
جنود الاحتلال الإسرائيلي وسط المدينة.

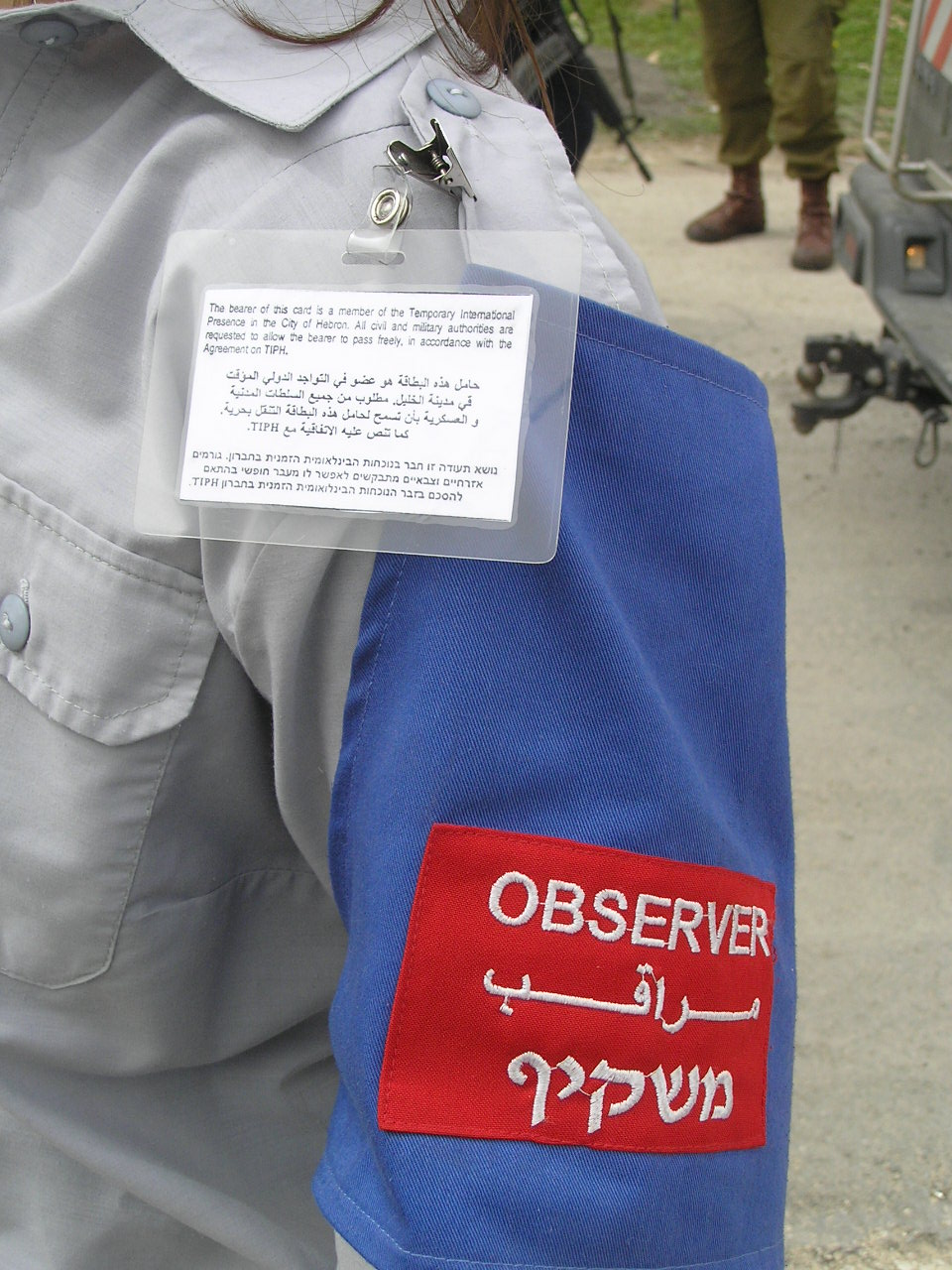
مراقب من بعثة المراقبة الدولية في الخليل.

بنيت مستعمرة إسرائيلية «كريات أربع» بجانب الخليل. ومن الجدير بالذكر أن مسجد الخليل الحرم الإبراهيمي سيطر عليه الجيش الإسرائيلي مانعاً الكثير من المسلمين من دخوله، وبانياً كنيساً يهودياً فيه. والمسجد الإبراهيمي الآن مقسّم إلى قسمين، قسم للمسلمين وقسم أكبر لليهود. كما تم تقسيم المدينة إلى قسمين، أحدهم تابع للسيطرة الأمنية الفلسطينية والآخر يتبع للسيطرة الأمنية الإسرائيلية.

### مجزرة الحرم الإبراهيمي
في صباح يوم 25 فبراير من عام 1994م، ارتكب المستوطنون اليهود مجزرة في المسجد الإبراهيمي بقيادة باروخ جولدشتاين، وهو طبيب يهودي بالتواطؤ مع عدد من المستوطنين والجيش في حق المصلين، حيث أطلق النار على المصلين المسلمين في المسجد الإبراهيمي أثناء أدائهم لصلاة فجر يوم جمعة في شهر رمضان، وقد قتل 29 مصليًا، وجرح العشرات.

### الوجود الدولي في الخليل
(بالإنجليزية: Temporary International Presence in the City of Hebron)‏ منذ 1994 وبعد مجزرة الحرم الإبراهيمي، تم إرسال ما سمي بالوجود الدولي المؤقت في الخليل (بالإنجليزية: TIPH)‏ إلى المدينة لإعمال المراقبة والمتابعة وكتابة التقارير. وقام الوجود الدولي في الخليل بنشاطات اجتماعية وثقافية وقام أيضا بدعم العديد من المؤسسات الخاصة والحكومية في المدينة.

### المخيمات الفلسطينية
يوجد في منطقة الخليل مخيمان مُسجلان رسميًا في وكالة غوث وتشغيل اللاجئين الفلسطينيين (الأونروا)، وهي مثل باقي المخيمات في الضفة الغربية، فقد بُنيت فوق قطعتين من الأرض قامت الأونروا باستئجارها من الحكومة الأردنية. والمخيمان هما:
- مخيم الفوار:

يُعد أقصى مخيم في جنوب الضفة الغربية، تأسس عام 1949 فوق مساحة من الأرض تبلغ 0.27 كيلومتر مربع على مسافة 10 كيلومترات إلى الجنوب من الخليل. وينحدر أصل سكان المخيم من 18 قرية تابعة لمناطق غزة والخليل وبئر السبع، الذين يبلغون اليوم أكثر من 8,000 لاجئ مسجل. ويعتمد سكان المخيم بشكل كلي تقريبًا على العمل داخل إسرائيل، وقد تأثروا بشكل خاص بشكل حاد بسبب عدم إمكانية الوصول إلى سوق العمل الإسرائيلي. ويتمتع مخيم الفوار بالتوأمة مع مدينة فرنسية توفر له الفعاليات الثقافية والقليل من التمويل للمشروعات مثل تأسيس مختبر للحاسوب. وتتصل كافة المساكن بالبنية التحتية لشبكتي الكهرباء والماء العامة، وذلك على الرغم من أنها ليست جميعها ليست متصلة بنظام الصرف الصحي.
- مخيم العروب:

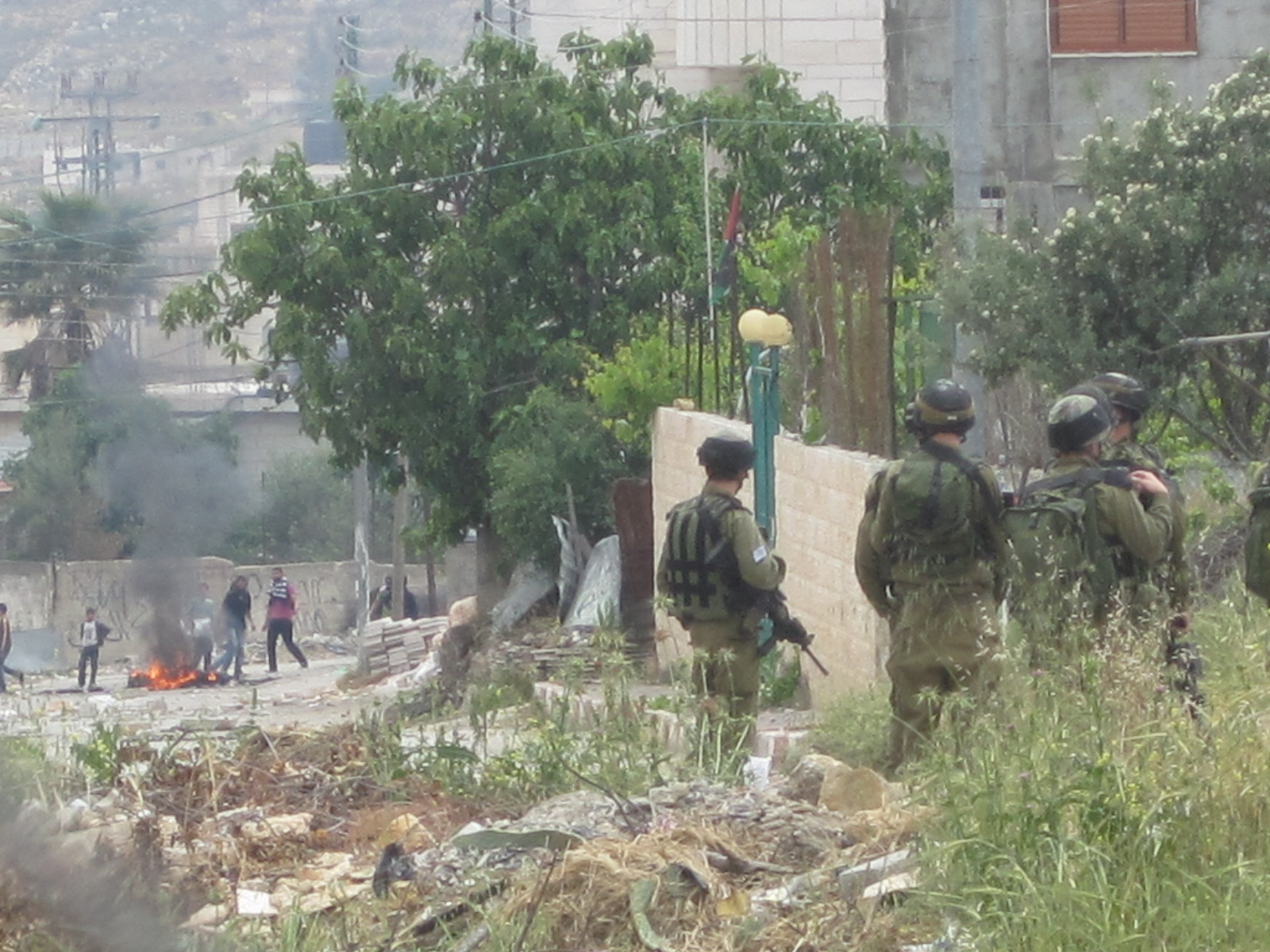
احتجاجات في مخيم العروب في ذكرى النكبة

تأسس عام 1949 على مسافة 15 كيلومتر إلى الجنوب من بيت لحم فوق مساحة من الأرض تبلغ 0.24 كيلومتر مربع فقط. وينحدر أصل سكان المخيم من 33 قرية تابعة للرملة والخليل وغزة، الذين يبلغون اليوم 10,400 لاجئ مسجل. وترتبط كافة المنازل في المخيم بالبنية التحتية للكهرباء والمياه العامة؛ وهناك بيت واحد من بين كل مئة بيت غير متصل بشبكة المجاري العامة وبالتالي فإن دورات المياه فيه تصب في حفر امتصاصية. ويقع المخيم على الطريق الرئيسي الواصل بين القدس والخليل، وهو يتعرض بشكل متقطع للاجتياحات الإسرائيلية.

### انتخابات 2006
حيث فازت حركة حماس تقريبا بكامل أصوات وجميع المقاعد الفردية
أما القوائم فلم يكن لحركة فتح سوى ثلاثة مقاعد هي سحر القواسمة ودياب الهيموني وأبو علي يطا فقط.[بحاجة لمصدر]

### اختفاء المستوطنين الثلاثة
في يوم 12 حزيران/يونيو 2014 تم الإعلان عن اختفاء ثلاثة مستوطنين قرب الخليل واتهمت إسرائيل حركة حماس بذلك وفرضت طوقاً عسكرياً على المدينة ومنعت عمال المدينة من دخول إسرائيل وكذلك من عبور معبر الكرامة وأغلقت مداخل المدينة وقراها بمكعبات إسمنتية

## الأعلام
خرج من الخليل عددٌ من المشاهير، منهم:
- عز الدين الخطيب التميمي، توفي عام 2008م، كان وزير الأوقاف والشؤون والمقدسات الإسلامية في الأردن، وشغل مناصب عديدة أخرى: المفتي العام للمملكة، ومستشار جلالة الملك للشؤون الإسلامية قاضي القضاة، وعضو مجلس الأعيان، ورئيس أمناء جامعة آل البيت، ورئيس هيئة المركز الأردني لبحوث التعايش الديني، وعضو هيئة الأردن أولاً.[124]
- أسعد بيوض التميمي، توفي عام 2008م، كان من المؤسسين الأوائل لحزب التحرير في فلسطين، وحركة الجهاد الإسلامي الفلسطينية، وخطيب المسجد الأقصى سابقًا.[125]
- عبد القديم زلوم، توفي عام 2003م، الأمير الثاني لحزب التحرير بعد الشيخ تقي الدين النبهاني.
- محمد رشاد الشريف، أحد مشاهير قراء القرآن الكريم في العالم الإسلامي، ومقرئ المسجد الأقصى المبارك والمسجد الإبراهيمي في الخليل.[126] ويؤمّ حالياً مسجد الملك عبد الله الأول في الأردن.
- عزيز الدويك، رئيس المجلس التشريعي الفلسطيني منذ عام 2006م.[127]
- أحمد الجعبري، نائب القائد العام لكتائب القسام والقائد الفعلي لها على الأرض، يطلق عليه «رئيس أركان حركة حماس».[128]
- داود الزعتري، رئيس بلدية الخليل في الفترة 2012–2017، ورئيس سابق لعدة جامعات فلسطينية.[129]

## توأمة المدن
هناك اتفاقيات توأمة بين الخليل مع مدنٍ أُخرى، وهي:
- عمان -  الأردن[131]
- بيزا –  إيطاليا
- بلفورد –  فرنسا
- قرطبة –  إسبانيا
- فاس –  المغرب
- الدار البيضاء –  المغرب
- المدينة المنورة -  السعودية
- مدينةجنوا -  إيطاليا
- مدينة اركوري -  فرنسا

## وصلات خارجية
- جميع صور مدينة الخليل